# Ruma

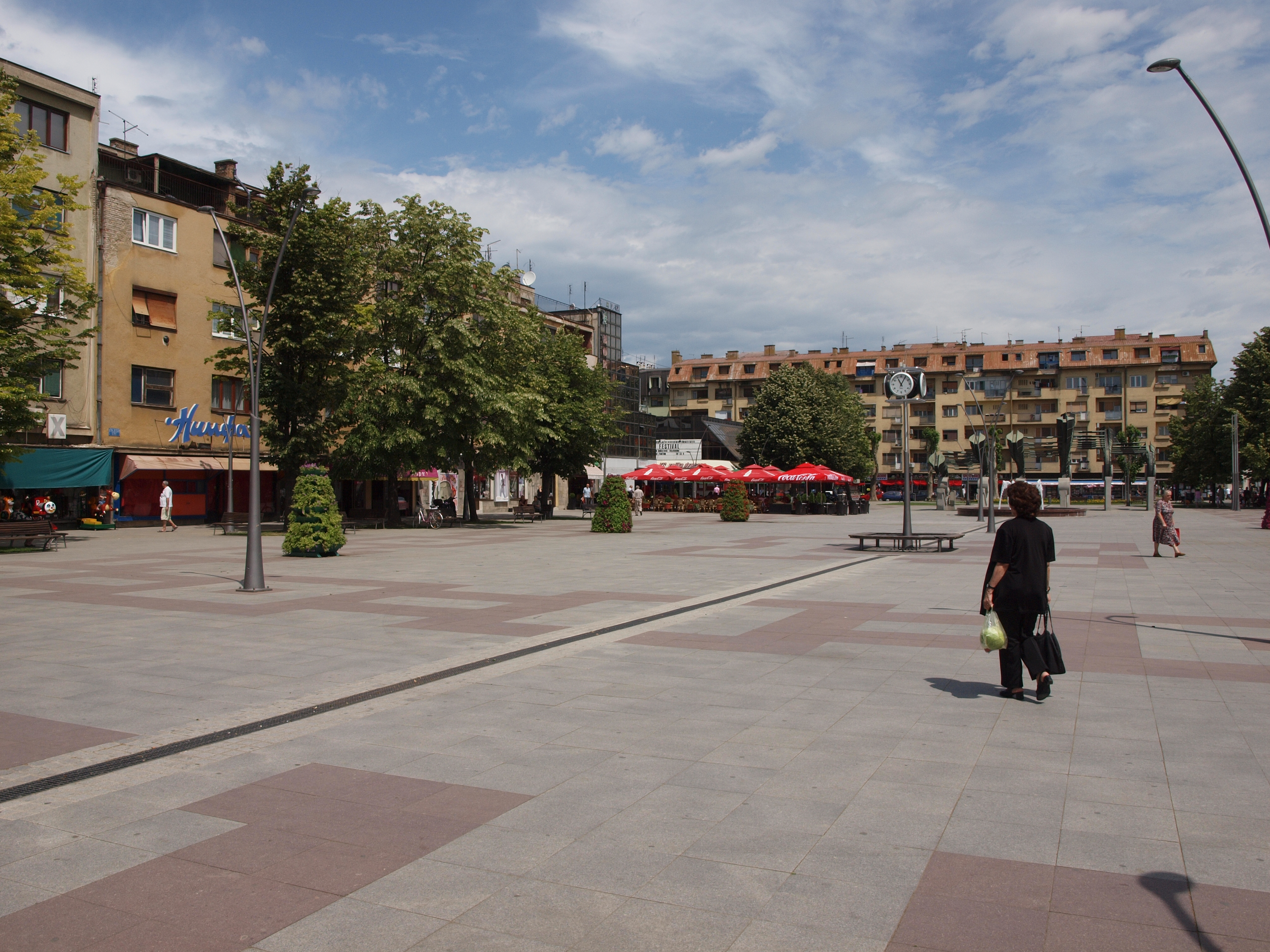
Hauptplatz von Ruma

Ruma (serbisch-kyrillisch Рума) ist eine Kleinstadt im serbischen Okrug Srem. Der Verwaltungssitz der nach ihr benannten Gemeinde zählt laut Volkszählung von 2011 30.656 Bewohner.
Ruma liegt am Rand des ostsyrmischen Lössplateaus in der pannonischen Tiefebene südlich der Donau und Fruška Gora und nördlich der Saveniederung. Die Stadt ist ein Verkehrsknotenpunkt an den Verbindungsachsen West–Ost (Europastraße 70) sowie Nord–Süd (Bosnien–Zentralserbien−Vojvodina).

## Geographie

### Lage
Ruma liegt auf 111 m Höhe im Zentrum des Ostsyrmischen Zwischenstromlandes. Durch Ruma verläuft der 45. Breitengrad, der den Übergang der subtropischen Zone zur gemäßigten Zone bestimmt. Daher ist die Zahl 45 auch im Stadtwappen abgebildet. Das Stadtgebiet Rumas wird im Wesentlichen durch drei Bäche der Fruška Gora gegliedert. Nach Westen wird das zentrale Stadtgebiet vom Kudoš-Bach, nach Osten vom Borkovačka-Bach begrenzt. Der Stadtteil Breg liegt zwischen dem Löss-Plateau, das durch die Borkovčka reka und dem Jelence Bach gebildet wird. Die Stadtmitte Rumas liegt rechtsseitig der Borkovačka reka.

### Topographie
Höhenunterschiede sind in Ruma trotz der Lage in einem Niederungsgebiet durch die Randlage auf dem sanft geneigten Syrmischen Lössplateau und dem sanften Ansteigen nach Norden gegen die Fruška Gora dennoch augenscheinlich. So fällt das Lössplateau in der Umgebung Rumas auf 10 km Entfernung von ca. 200 m auf 100 m am Rand des Plateaus ab. Im eigentlichen Stadtgebiet liegen die nördlichen Stadtteile in Kudoš und Borkovačko naselje auf 115 m und sinken zum Bahnhof im Süden auf 94,4 m ab. Die amtliche Höhe ist mit 111,1 m angegeben. Das Tal der Borkovačka reka schneidet als einziger Flusslauf das engere Stadtgebiet Rumas. Das Muldental der Borkovačka reka ist durch seine steilwandigen Hänge nur im zentralen Teil entlang der Hauptstraße bebaut. Insbesondere im nördlichen Bereich des Borkac-Tales ist es bewaldet und dient zur Erholung (Sportstätten).

### Geologie
Geologisch liegt Ruma am Rande des ostsyrmischen Lössplateaus auf jungpleistozänem Löss. Das Sremer Lössplateau erreicht Mächtigkeiten von bis zu 30 m. Ein 20 m mächtiges Lössprofil bei Ruma enthält zahlreiche Paläoböden. Die Abfolge aus kaltzeitlichem Löss und warmzeitlichen Bodenbildungen dokumentiert eindrucksvoll Klimaveränderungen im Pleistozän.
Das Relief des sanft nach Süden geneigten Lössplateaus ist durch wellige Lösskuppen und in diese eingeschnittene Muldentäler der zahlreichen Bäche der Fruška Gora geprägt. An den Bachläufen des Kudoški potok, Jelenci potok und Borkovačka reka sind aus der Abtragung der Löss-Sedimente profilierte Hänge entstanden. Die geschlängelt bis mäandrierend in tiefen und breiten Muldentälern verlaufenden Bäche weisen unregelmäßige Bögen und die höchsten natürlichen Einschnitttiefen aller Flachland-Gewässertypen auf. Durch wasserwirtschaftliche Maßnahmen sind dort zahlreiche Stauseen entstanden. Da die nahezu senkrechten, an den Prallhängen unterschnittenen Ufer auf Grund des bindigen Lössmaterials stabil bleiben, sind auch praktisch keine Erosionsschutzmaßnahmen notwendig. Die mehrere Hektar großen Akkumulationen im Borkovačko- und Pavločacko- (Kudeško-) jezero werden als beliebte Sommerbadeseen genutzt und dienen der Bewässerung von Obst- und Gemüseplantagen.

### Naturlandschaft und Vegetation
Der Randlage im pannonischen Becken entspricht die naturlandschaftliche Übergangslage Syrmiens, die sich durch einen ozeanischeren Osten und Süden sowie kontinentaleren Westen auszeichnet. Den beherrschenden Zügen der halbtrockenen Baum(Halb-)steppen der ostsyrmischen Tiefebene auf dem Lössplateau stehen die mehr ozeanisch geprägten westsyrmischen Auwälder und die ehemals versumpften Bereiche der ostsyrmischen Niederung entgegen. Die Lößebene Ostsyrmiens war auch vor der landwirtschaftlichen Überprägung eine offene Landschaft mit lichtem Baumwuchs und einer Steppenflora vom pannonischen Typ. Zu den charakteristischen Kennarten der Steppenflora gehören beispielsweise die Grasarten Stipa joannis, Festuca (Verband Festucion rupicolae) sowie Sesleria. Salzwiesen des Typs Artemisio-Festucetum pseudovinae sind durch Artemisia monogyna und Festuca pseudovina gekennzeichnet. Unter anderen sind noch Centaurea sadleriana und Adonis vernalis und unter den Steppenbäumen Acer tataricum sowie Quercus pubescens (Verband Aceri tatarico-Quercion) typisch.

### Klima
Trotz der Lage ist das Klima in Ruma gemäßigt kontinental mit strengen Wintern und heißen Sommern. Niederschlagsmaxima fallen mit dem Sonnenhöchststand zusammen. Trocken ist dagegen der Hoch- und Spätsommer (Juli bis September). Bemerkenswert ist die lange Wärmephase, die vom März bis Oktober reicht. Schon Mitte März sind die Strahlungsgewinne höher als die Ausstrahlungsverluste. Dieser frühe positive Einstrahlungsgewinn wirkt sich auf den schnellen Jahreszeitenwechsel vom Winter zum Frühjahr sowie vom Frühjahr zum Sommer aus. Der Spätsommer wird durch die stabile Hochdrucklage zu einem Altweibersommer (Miholjsko leto) um mehrere Wochen verlängert. Umso deutlicher ist der Wechsel zum Herbst ausgeprägt.
Da in Ruma keine amtliche meteorologische Klimastation des Hidrometeorološki Zavod Srbije besteht, kann für die klimatischen Verhältnisse nur die nächstgelegene amtliche Wetterstation im 17 km entfernten Sremska Mitrovica genutzt werden. Die Daten stammen aus der Regelperiode 1981–2010. Da bei vergleichbarer Lage und Höhe davon ausgegangen werden darf, dass sich nur die Luftfeuchtigkeit durch die durch Sremska Mitrovica fließende Save stärker unterscheidet (aufgrund der höheren Verdunstung über der Wasseroberfläche), sind die Daten der Wetterstation Sremska Mitrovica unten mit aufgeführt.
|                        | Jan  | Feb  | Mär  | Apr  | Mai  | Jun  | Jul  | Aug  | Sep  | Okt  | Nov  | Dez  |   |       |
| Mittl. Temperatur (°C) | 0,1  | 1,6  | 6,4  | 11,8 | 17,2 | 19,9 | 21,5 | 21,2 | 16,6 | 11,7 | 5,8  | 1,4  | ⌀ | 11,3  |
| Mittl. Tagesmax. (°C)  | 3,6  | 6,5  | 12,5 | 18,0 | 23,4 | 26,1 | 28,3 | 28,4 | 23,7 | 18,3 | 10,5 | 4,8  | ⌀ | 17,1  |
| Mittl. Tagesmin. (°C)  | −3,1 | −2,5 | 1,2  | 5,9  | 10,9 | 13,7 | 15,0 | 14,8 | 10,9 | 6,7  | 2,2  | −1,6 | ⌀ | 6,2   |
|                        |      |      |      |      |      |      |      |      |      |      |      |      |   |       |
| Niederschlag (mm)      | 37,9 | 29,2 | 40,4 | 48,4 | 56,2 | 84,4 | 61,6 | 52,8 | 50,3 | 54,6 | 52,8 | 45,6 | Σ | 614,2 |
|                        |      |      |      |      |      |      |      |      |      |      |      |      |   |       |
| Sonnenstunden (h/d)    | 2,0  | 3,7  | 5,1  | 6,3  | 8,1  | 8,8  | 9,4  | 9,0  | 6,3  | 4,9  | 3,0  | 1,6  | ⌀ | 5,7   |
|                        |      |      |      |      |      |      |      |      |      |      |      |      |   |       |
| Regentage (d)          | 12   | 11   | 11   | 12   | 12   | 12   | 10   | 9    | 10   | 9    | 12   | 13   | Σ | 133   |
|                        |      |      |      |      |      |      |      |      |      |      |      |      |   |       |
| Luftfeuchtigkeit (%)   | 87   | 81   | 73   | 69   | 68   | 71   | 71   | 71   | 75   | 78   | 85   | 88   | ⌀ | 76,4  |

| −3,1 |

| −2,5 |

| 1,2 |

| 5,9 |

| 10,9 |

| 13,7 |

| 15,0 |

| 14,8 |

| 10,9 |

| 6,7 |

| 2,2 |

| −1,6 |

| −3,1 |

| −2,5 |

| 1,2 |

| 5,9 |

| 10,9 |

| 13,7 |

| 15,0 |

| 14,8 |

| 10,9 |

| 6,7 |

| 2,2 |

| −1,6 |

### Stadtgliederung
Ruma gliedert sich in die Stadtbezirke Berak, Tivoli, Kudoš, Borkovačko naselje, Vrbare und Breg. 1,5 km westlich Tivoli am Rumski drum liegt das Dorf Voganj, 9 km nördlich das Dorf Pavlovci und 12 km südlich Buđanovci. Am östlichen Stadtgebiet, östlich des Stadtteils Breg im Flurstück Male ledine liegt hinter dem Viehmarktplatz (Vašarište) eine größere Romasiedlung.

## Bevölkerung
Ruma hat 32.229 Einwohner (2002).
Ethnien in Ruma:
- Serben = 28.032 (86,98 %)
- Kroaten = 1.027 (3,19 %)
- andere

## Politik

### Gemeinderat
An den serbischen Kommunalwahlen vom 6. Mai 2012 nahmen mit 27.435 abgegebenen Stimmzetteln 57,5 % der wahlberechtigten Rumaer teil. Danach sind im Gemeinderat der Opština Ruma fünf Parteien mit folgender Verteilung vertreten:
| Partei        | DS     | SNS    | SRS    | SPS-PUPS* | DSS   | Gesamt |
| Sitze         | 14     | 11     | 7      | 6         | 5     | 43     |
| Stimmenanteil | 25,6 % | 19,8 % | 12,5 % | 13 %      | 9,3 % | 100 %  |

* SPS-PUPS: Wählergemeinschaft

### Gemeindepartnerschaften
- Samtgemeinde Bersenbrück (Deutschland), seit 2017

Am 24. November 2017 schlossen die Samtgemeinde Bersenbrück und die Serbische Gemeinde Ruma eine Partnerschaft.

## Geschichte

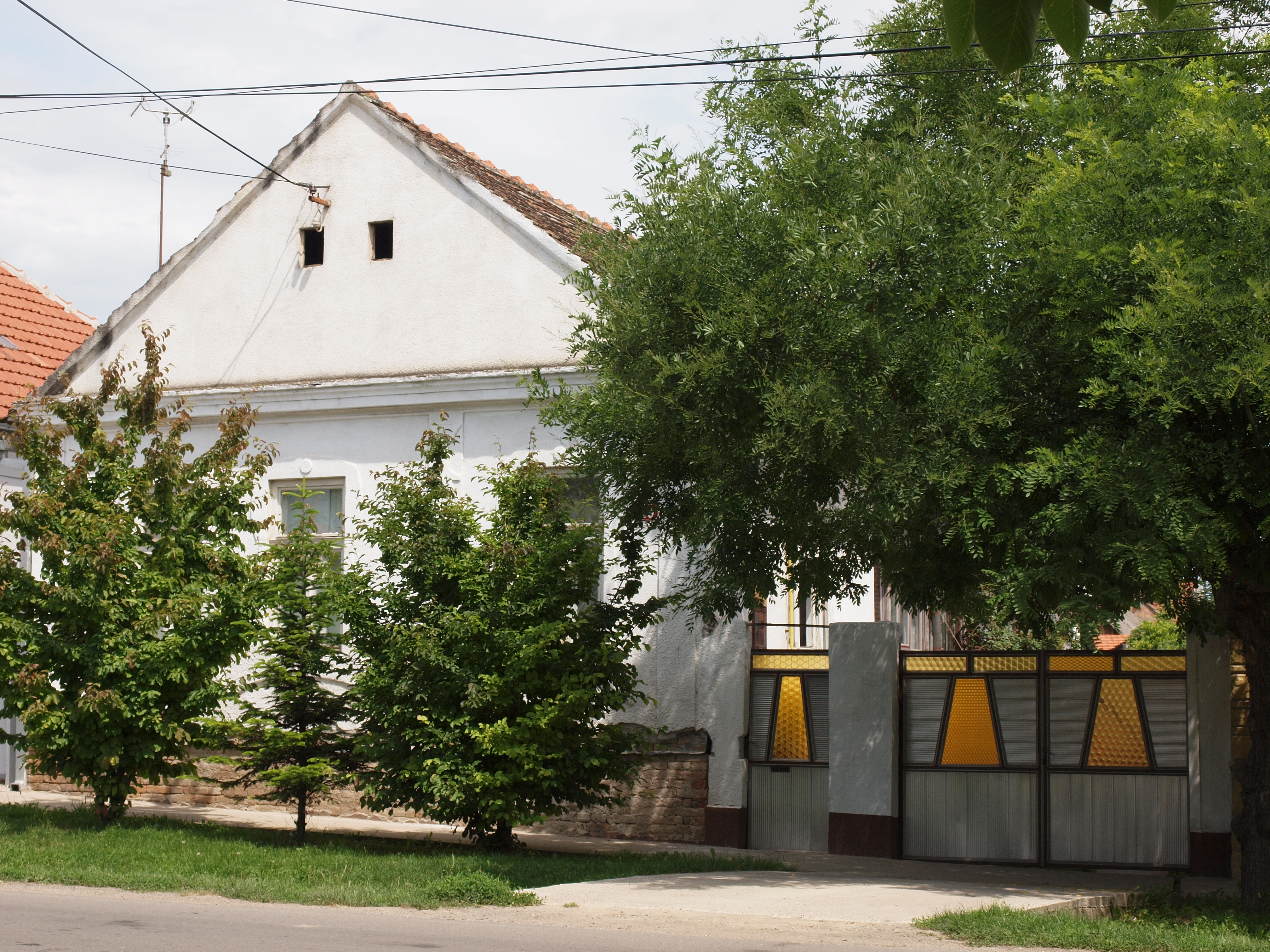
Altes deutsches Bauernhaus, Stadtzentrum

### Vorgeschichte
Die Anfänge der menschlichen Besiedlung auf dem Gebiet des heutigen Ruma datieren auf die Vorgeschichte. An der Lokalität Gomolava wurde ein Tell mit stratifizierbaren Schichten von der mittleren neolithischen Vinča-Kultur, der kupferzeitlichen Badener und Kostolac-Kultur, der mittleren bis späten Bronzezeit, der La Tène I und II, der römischen Epoche bis zum Mittelalter archäologisch ausgegraben. Vorrömische Kulturen in der Region sind durch Illyrer und Kelten bezeugt.

### Römische Stadt Bassianae
Unweit des Rumaer Dorfes Donji Petrovci zehn Kilometer östlich von Ruma lag am römischen Kanal der Jarčina die zweitgrößte römische Stadt Syrmiens, Bassianae. Teile eines römischen Castrums wurden zudem zwischen den Dörfern Dnji Petrovci und Dobrinci freigelegt. Bassianae wurde 124 n. Chr. Municipium, spätestens 214 Colonia. Als eine der wichtigsten Städte Pannonia secundas residierte dort ein hoher römischer Beamter als procurator gynaecii Bassianensis Pannoniae secundae. Im 4. Jahrhundert hatte Bassianae ein gynaecia (Imperiale Wollweberei). Im 5. Jahrhundert von den Hunnen zerstört, fiel Bassianae 510 an das Byzantinische Reich, im Späten 6. Jahrhundert wurde Bassianae durch die Awaren endgültig zerstört.

### Die Stadt Ruma im Mittelalter und während der osmanischen Epoche

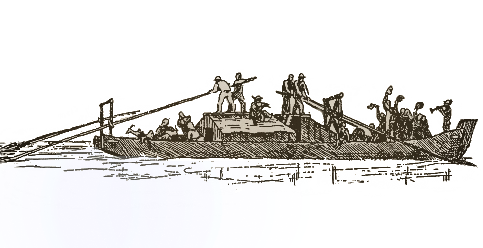
Die Ulmer Schachtel, Siedler-Schiff auf der Donau zwischen Schwaben und der Donauebene

Ein mittelalterlicher Marktflecken auf dem Gebiet des heutigen Ruma namens Arpatarlo wurde 1324 erstmals erwähnt. Auf Arpatarlo verweist der Friedhof am heutigen nordwestlichen Stadtrand am Kudoš-Bach. Archäologische Ausgrabungen beim Autobahnbau in Syrmien 1983 ließen an der Flurmarkung Stara Kudoška livada Gräber aus der Zeit vom 10. bis 15. Jahrhundert zu Tage treten. Auch Grundrisse einer einfachen Lehmkirche des 12. Jahrhunderts wurden dort ergraben. Noch unter ungarischer Herrschaft entwickelten sich insbesondere die Ortschaften nördlich von Ruma an den Abhängen der Fruška Gora. Irig blieb bis ins 18. Jahrhundert Ruma an Bedeutung überlegen. In Vrdnik ist aus mittelalterlicher Zeit eine von mehreren Befestigungen erhalten, die die Ungarn an den Hängen der Fruška Gora zur Abwehr der Osmanen errichteten. 1521 schleiften die Osmanen die Burg von Vrdnik und 1526 fiel Peterwardein. 1556/57 wurde Ruma als Dorf mittlerer Größe in einem syrmischen Defter erwähnt. Der Ort war von Serben besiedelt, die eine Kirche und einen Geistlichen hatten. Als serbisch besiedeltes Dorf unter osmanischer Herrschaft blieb Ruma auch in der nachfolgenden Zeit bestehen.
Die Osmanen verwalteten Syrmien mit einem westlichen und einen östlichen Bezirk, in denen jeweils ein Pascha residierte (Ilok und Peterwardein). Von Peterwardein führte eine einzige bedeutende Landverbindung in nord-südlicher Richtung nach Jelence. Unter Sultan Ahmed I. wurde dort das osmanische Militärlager Ruma Anfang des 17. Jahrhunderts errichtet. Darauf lässt sich der Flurname Pašino Polje (Paschafeld) im Osten Rumas zurückführen. Für die Verpflegung des Militärpersonals wurden die Dörfer Jelence und Alt-Ruma zusammengeführt und eine Neubesiedlung am Borkovacbach vorgenommen. Das Militärlager Ruma bestand vom frühen 17. Jahrhundert bis zum Großen Türkenkrieg (1683–1699). Syrmien selbst war Hauptkriegsschauplatz der entscheidenden Schlachten. 1688 erstürmten die kaiserlichen Belgrad und 1691 schlugen diese die Osmanen in der Schlacht bei Slankamen. Der Friede von Karlowitz 1699 wurde im syrmischen Ort Sremski Karlovci unterzeichnet. Dabei kam es zur Teilung Syrmiens in einen habsburgischen und einen osmanischen Herrschaftsbereich. Ruma, genau auf der Grenze liegend, verblieb im Osmanischen Reich. 1717 wurde in der entscheidenden Schlacht von Peterwardein auch der verbliebene Teil Syrmiens im Friede von Passarowitz 1718 für 200 Jahre ins Habsburgerreich eingegliedert.
Durch die Türkenkriege wurde die landwirtschaftliche Grundlage Ungarns und damit auch Syrmiens stark in Mitleidenschaft gezogen. Dörfer verfielen und Ackerland wurde von der Natur zurückerobert. Der Wiederaufbau in Ruma erfolgte durch Anstrengungen der Hofkammer in Wien, die verwüsteten Regionen wiederzubesiedeln. Nachdem Claudius Florimund Graf Mercy in Weißenkirchen 1725 einen ersten erfolgreichen Versuch unternommen hatte, deutsche Siedler über die Donau im Banat und später auch in Syrmien anzusiedeln, wurden in den durch den Dreißigjährigen Krieg verarmten Regionen Mitteleuropas verstärkt Siedler geworben. Ruma war mit den Regionen des westlichen Syrmiens als Lehen 1728 an Graf Johann Baptist von Colloredo und Waldsee gefallen. Nachdem der kroatische Baron Marko Pejačević dieses Gut gepachtet hatte, begann mit der Gründung der Militärgrenze und dem Ankauf des Gutes Mitrowitz durch Baron Pejačević 1745 von den Grafen von Colloredo und Waldsee für 80.000 Rheinische Gulden die moderne Geschichte Neu-Rumas.

### Neugründung Rumas 1746 und schwäbische Kolonisation

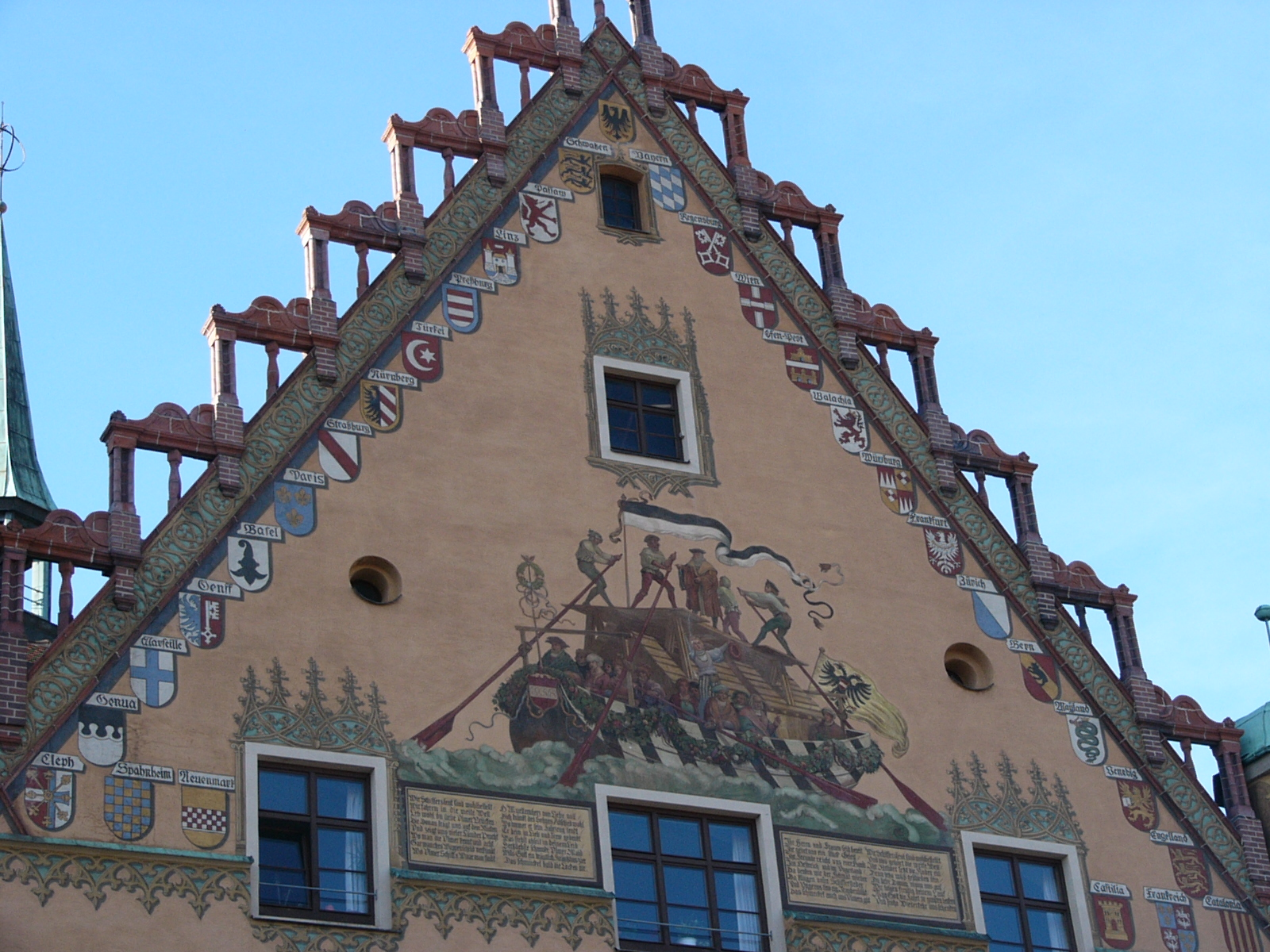
Die Ulmer Schachtel war 1746 Transportschiff der schwäbischen Kolonisten Rumas

Die Neugründung Rumas wurde notwendig, nachdem 1745 in Syrmien die Militärgrenze wieder eingerichtet worden war und Baron Marko Pejačević durch die Beschlagnahmung von fast zwei Dritteln seines Besitzes ein neues Zentrum seines Herrschaftsbereichs suchen musste. So entstand 1746 eine mit rechtwinkeligen Straßen planmäßig gegründete große neue Siedlung als Zentrum der Besitzungen von Pejačević. Die Straßen wurden in west-östlicher Richtung gezogen. Von Nord nach Süd waren dies Stefanigasse, Hauptstraße und Johannesgasse. In nord-südlicher Richtung wurden die Hauptstraßen von schmaleren Gassen gequert.
Zur Förderung der Ansiedlung von Kolonisten bekam die Stadt zahlreiche Privilegien zugesprochen. Die ersten Bewohner Rumas waren dabei die umgesiedelten Serben Alt-Rumas. Mit der Ankunft einer großen Gruppe deutscher Siedler die 1746 über die Donau von Regensburg in sogenannten Ulmer Schachteln nach Ruma kamen, begann der Aufschwung Rumas zum kulturellen Zentrum des deutschen Volkstums Syrmiens. In kurzer Zeit wuchs die Einwohnerschaft der deutschen Siedler auf 60 Prozent der Bevölkerung und Ruma bald das landwirtschaftliche Zentrum Syrmiens.
Die ersten deutschen Rumaer, die in den Jahren 1746–1748 in mehreren Gruppen zur Probesiedlung berufen waren, stammten größtenteils aus den nordbayerischen Regierungsbezirken Oberpfalz, Ober- und Unterfranken. Nur wenige stammten aus Nieder- und Oberbayern. Aufgrund der Volkstrachten des 18. Jahrhunderts dürften die meisten aus dem Bereiche des Bamberger Bistums gestammt haben. Die Schiffe wurden aus Flößerholz, das auf dem Lech donauabwärts geschwemmt wurde, gezimmert. Die Schiffskolonnen der Auswanderer wurden in Regensburg zusammengestellt, wo die Auswanderer der Wagenkolonnen aus Bamberg und Nürnberg eingeschifft wurden. Mit einem Reisepass, der in der österreichischen Gesandtschaft in München bewilligt wurde, bekamen die Aussiedler die Erlaubnis für die einmonatige Fahrt Donau flussabwärts bis Sremski Karlovci. Von Sremski Karlovci wurden die Ansiedler dann mit 30 großen Wagen nach Ruma verbracht.
Im Jahre 1749 wurde Ruma der Status einer freien Handelsstadt zugesprochen, mit dem Recht, jedes Jahr einige Messen sowie einen Sonntagsmarkt zu halten. Schon 1747 fand die erste Messe in Ruma statt.
Die Charta Povelja slobode i raznih pogodnosti (Charta der Freiheit und andere Vorrechte) vom 1. Januar 1749, die Baron Marko Pejačević der Handelsstadt gab, machte Ruma attraktiv für die Neusiedler. Größere Gruppen deutscher Siedler kamen schließlich 1749 und 1762, so dass ein Großteil der Einwohner Rumas deutscher Abstammung war. Die anderen Einwohner waren Kroaten und Magyaren.
1762 wurde erstmals der allgemeine Postverkehr, der auch den Reiseverkehr besorgte, aufgenommen. Dabei erfolgte der Post- und Reiseverkehr von Osijek über Vukovar nach Sremska Mitrovica und dann weiter von Ruma nach Zemun. Von Ruma zweigte eine zweite Linie nach Sremski Karlovci sowie Irig ab. Ruma entwickelte sich zu einem Handwerks- und Handelszentrum, in dem bis 1944 mehr als die Hälfte der Bevölkerung zur deutschen Nationalität zählte.

### Dritter Schwabenzug 1786
1786 siedelten sich im dritten und letzten Schwabenzug evangelische und reformierte Kolonisten unter Kaiser Josef II. in Ruma an, die auf ein Gesuch Pejačevic' von 1784 im Laufe des Frühjahrs 1786 eintrafen. Da die katholischen Altkolonisten entschieden um ihre Begünstigungen fürchteten und Baron Pejačević keine Vorkehrungen für die 557 Familien der Neusiedler getroffen hatte und auch keine Unterstützung bewilligte, musste ein Großteil dieser Rumaer Kolonisten in ca. 100 Höhlen, die in den Lösshängen der Bachläufe gegraben wurden, den Winter überdauern. 338 dieser Neusiedler fielen dabei der Kälte und dem Hunger im Winter 1786/87 zum Opfer. Die Überlebenden zogen später in die Batschka ab und gründeten dort das Dorf Jarek.

### Bis zum Ersten Weltkrieg
Die Wirtschaft nahm ab dem 19. Jahrhundert einen stetigen Aufschwung und es etablierten sich Bierbrauereien, Schuh- und Lederverarbeitung sowie Ziegeleien. 1883 wurde Ruma an die syrmische Eisenbahn von Zemun über Indija nach Sremska Mitrovica angeschlossen. Am 15. September 1901 wurde von den königlich ungarischen Staatseisenbahnen die (ca. 30 km lange) Lokalbahn Ruma–Klenak in Betrieb genommen, was eine bedeutende Verbesserung des Ex- und Importverkehrs zwischen Ungarn und Serbien versprach.
Der Fernsprechverkehr wurde 1904 eingeführt. Mit dem Aufschwung der Eisenbahn wurde das noch existierende Bahnhofsgebäude 1913 erweitert und der Güterbahnhof mit einem Magazin ausgestattet. Nachdem die Save-Trasse 1928 auch zweigleisig ausgebaut worden war, hatte der Eisenbahnverkehr Rumas seine große Zeit. Am Bahnhof Ruma als Revisionsbahnhof hielten alle Schnellzüge, darunter der Orient-Express. Ruma war zudem Standort eines Speisewagens der CIWL auf der Relation Ruma-Zagreb.
1906 wurde der donauschwäbische Rumaer Ferdinand Riester Bürgermeister der Stadt. Seit 1906 war Riester als Sieger der Zensus-Wahlen des Wahlkreises Ruma-Irig auch einziger deutscher Abgeordneter der Regierungspartei im Landtag des Königreichs Kroatien-Slawonien. 1910 wurde er abermals im Amt bestätigt. 1911 wurde Riester zudem als Delegierter des kroatischen Sabors als einziger deutscher Abgeordneter in den ungarischen Reichstag bis zum Zusammenbruch der Donaumonarchie entsandt.
Auf politischer Ebene kam es häufig zu Spannungen zwischen Kroaten und Deutschen, die 1911 auf der Tagung im Sabor kulminierten. Deutsche Wähler hatten in Slawonien und Syrmien der Regierungspartei von Banus Nikola Tomašić bei den vorangegangenen Landtagswahlen zum Sieg verholfen und forderten für ihre Volksgruppe größere Rechte. Von 1904 bis 1919 wurde in Ruma das deutschsprachige Deutsche Volksblatt für Syrmien herausgegeben. Rumas wachsende Bedeutung als ein politisches Zentrum der Deutschen Slawoniens und Syrmiens wurde auch 1912 nochmals verdeutlicht, als es Austragungsort des Treffens der Karpatendeutschen wurde. 1913 genehmigte die kroatische Regierung die Satzung des Bundes der Deutschen in Kroatien und Slowenien deren Gründungsversammlung am 28. September 1913 in Ruma stattfand. Auch die Hauptversammlung des Deutschen Bundes im Zeichen eines sich verschärfenden Nationalitätenkonfliktes in Kroatien im Allgemeinen und der deutschen und slawischen Bevölkerung im Besonderen wurde am 1. Juni 1914 in Ruma abgehalten. Mit Ausbruch des Ersten Weltkrieges hatten diese Spannungen vorerst keine Bedeutung mehr.

### Zwischenkriegszeit und Zweiter Weltkrieg
1918 wurde Ruma Teil des Königreichs der Serben, Kroaten und Slowenen und verlor seine Bedeutung für die deutschnationale Bewegung. Laut Volkszählung von 1921 waren Deutsche aber weiterhin die größte ethnische Gruppe, daneben wurden 28 % Serben, 11 % Kroaten, 3½ % Magyaren und 2 % Juden gezählt.
Nachdem am 6. April 1941 der deutsche Überfall auf Jugoslawien erfolgt war, waren bis zu 10.000 Soldaten der Königlichen Armee Jugoslawiens in der Stadt. Die deutsche Wehrmacht, die am 12. April schon die Vororte von Ruma erreicht hatte, nahm die Kapitulation der zahlreichen jugoslawischen Verbände in Ruma kampflos entgegen, 3 Generäle und 243 Offiziere wurden in der Schule interniert und später als Kriegsgefangene nach Deutschland deportiert. Unter der Besetzung durch die Wehrmacht wurden die Synagoge Rumas zerstört, die sogenannten Dobrovoljcen (serbische Siedler) vertrieben und am 20. April der Führergeburtstag in einer Großkundgebung und Ummärschen von den Rumaern Deutschen der Wehrmacht und der Ustaša begangen.
Mit dem Aufbau des Ustaša-Regimes in Kroatien wurde in Ruma der nationale Gegensatz zwischen Kroaten, Deutschen und Serben fokussiert. Ethnisch und ideologisch motivierte Massenmorde und Kriegsverbrechen wurden in den Kriegsjahren von den verschiedenen Seiten verübt, die zwischen Ustaša- und Partisanenapen Syrmiens schon bald in einem von Hass erfüllten Vernichtungskampf gipfelten. Nachdem Heinrich Himmler bei seinem Besuch in Syrmien in Inđija Mitte Mai 1941 den Anschluss Syrmiens an den kroatischen Marionettenstaat verkündet hatte, begann die Ustascha auch die Verwaltung in Ruma zu übernehmen. Die Deutsche Volksgruppe wurden von Branimir Altgayer im unabhängigen Staat Kroatien vertreten, die deutsche Kulturtätigkeit in Ruma aber von den kroatischen Behörden an den Rand gedrängt. 1941 wurde in Ruma dennoch ein deutsches Gymnasium eröffnet. 1942 begannen die Tito-Partisanen Teile der Region zu kontrollieren und gezielt Anschläge zu verüben. Die Ustaša begann im Sommer 1942 die serbische Bevölkerung zu terrorisieren. Mit der Aktion Tomić (nach Viktor Tomić, Sonderbeauftragter der Ustaša für Säuberungen in Syrmien) wurden standgerichtliche Urteile über Serben gefällt und eine Verhaftungs- und Liquidierungswelle in Syrmien eingeleitet. In Ruma wurde dafür das Haus Skopal von der Geheimpolizei eingerichtet und zur Liquidierung kommunistischer Sympathisanten und anderer serbischer Einwohner benutzt. 1942 erfolgten Massenerschießungen Rumaer Serben durch die Ustascha, 80 Serben wurden noch 1942 am Stadtrand erschossen und in Massengräbern verscharrt. Auch 1943 wurden nochmals 92 der angesehenen Rumaer Serben erschossen.
Mit dem Vormarsch der 3. Ukrainischen Front durch Rumänien mit dem ab 22. September erfolgenden massiven Übergreifen der Kriegsfront auf Serbien, den Frontwechsel Bulgariens am 8. September und der am 2. Oktober 1944 durch Generalfeldmarschall von Weichs erfolgten Erklärung Serbiens zum Kriegsgebiet wurde auch die Syrmische Ebene in das strategische Operationsgeschehen des Krieges in Südosteuropa einbezogen. Der Rumaer Bahnhof wurde von den Alliierten dabei schon am 1. September 1944 bombardiert.
Aufgrund der militärischen Lage wurde der Befehl zur Evakuierung der Volksdeutschen am 12. September 1944 in Berlin beschlossen und auch am 3. Oktober 1944 nach Ruma übermittelt. Ab 6. Oktober erfolgten die ersten Evakuierungen von Frauen und Kindern nach Osijek. Am 8. Oktober wurden 2082 Personen aus Ruma mit Militärkolonnen evakuiert. Bis zum 17. Oktober übernahmen Züge den Abtransport. Die drei letzten großen Trecks Volksdeutscher verließen Ruma zwischen dem 17. und 21. Oktober auf Pferdewagen.
Der syrmischen Region kam in der weiteren Planung des Deutschen Oberbefehlshabers Südost im Aufbau einer neuen Verteidigungslinie („Nibelungenlinie“) aus den sich absetzenden Heeresgruppe F im Mittleren Balkan zu bilden und damit auch der sich durch Serbien absetzenden Griechenland-Armee (Heeresgruppe E) den Rückzug zu ermöglichen, eine wesentliche strategische Rolle im weiteren Kriegsverlauf zu. Dabei sollte die schrittweise Verlegung der Front in Syrmien, deren die sogenannte „Braune“ (Putinice-Dobrinci) und „Grüne“ (Irig-Jarak) Linie bei Ruma lagen, eine neue stark verteidigte Balkan-Front bilden (Syrmische-Front). Da auch die Hauptteile der 2. und 3. Ukrainischen Front nach der Bačka umschwenkten und der Hauptstoß der Roten Armee ins südöstliche Mitteleuropa über Ungarn und der Einnahme Budapest erfolgen sollte, gelang es der Wehrmacht auch die Verteidigungsstellungen zwischen dem Donauknie und der Save ohne mit starken Einheiten der Roten Armee in einer direkten Konfrontation verwickelt zu werden auch ausbauen.
Nachdem ein Halten Belgrads am 13. Oktober für die Wehrmacht aussichtslos wurde, verlegte von Weichs am 15. Oktober den Stab und das Hauptquartier des Oberbefehlshabers Südost nach Ruma. Nach der Befreiung Belgrads durch Tito-Partisanen und Einheiten der Roten Armee am 20. Oktober 1944 setzten Teile der 3. Ukrainischen Front und der Partisanen ab dem 21./22. Oktober über die Save. Auch die Reste der in Belgrad aufgeriebenen Gebirgs-Division von Stettner wurden am 22. Oktober über die Save bei Šabac nach Syrmien überführt. Zugleich nahm die 16. Division der NOV den Weg über die Save bei Skela nach Syrmien. Die Heeresgruppe F zog sich von Belgrad über das erbittert umkämpfte Zemun Richtung Ruma und Sremska Mitrovica zurück auf neue Stellungen zurück. Neben 25.000 Soldaten der Kampfgruppe Böttcher bildeten noch 15.000 Wehrmachtssoldaten aus den im Rückraum eingesetzten Divisionen von Stettner und Kühlwein die Hauptkampfverbände der Wehrmacht in Syrmien. Die von Süden auf Ruma vorrückenden Partisanen-Brigaden der 16. Division konnten gegen die durch das Fehlen sowjetischen mechanisierten Großkampfverbände nur in Einzelgefechten die syrmischen Ortschaften befreien. So erreichten diese am 22./23. Oktober Šimanovici, am 24. Oktober erfolgte ein erfolgloser Versuch Dobrinci zu nehmen. Eine Gegenoffensive der Wehrmacht in Putinci am 24. Oktober führte zu erbitterten Kämpfen beim weiteren Vormarsch der Partisanen auf Ruma. Die Wehrmacht verteidigte Ruma in einer hier zuerst gebildeten äußeren Verteidigungslinie der entstehenden Syrmischen-Front am Kanal der Jarčina über Jarak, Dobrinci, Petrovci nach Putinci mit ca. 4000 Soldaten. Ein erneuter Vorstoß der Partisanen erfolgte am 25. Oktober mit Hilfe von schwerer Artillerie und sowjetischen Mehrfachraketenwerfern Katjuscha. Irig im Norden Rumas wurde am 25. Oktober befreit, damit war der Weg vom Norden nach Ruma offen. Am 26. Oktober 1944 wurde schließlich Putinici befreit und die äußere Verteidigungsfront um Ruma mit der Einnahme von Dobrinci gebrochen.
Der endgültige Vormarsch auf Ruma erfolgte mit drei Partisanen-Brigaden aus Putinci, Dobrinci und Buđanovci. Am Nachmittag des 26. Oktober begann mit einem sowjetischen Artillerie-Beschuss mit zwei Artillerie-Batterien und einer Raketenwerfer-Division der Sturm auf Ruma. Die Deutschen konnten die Angriffe bis zum Abend abwehren. Erst mit einem erneuten Artillerie-Beschuss konnten die Einheiten der Partisanen mit Zuhilfenahme der Reserve in der Nacht nach Ruma vordringen. Die Kämpfe in Ruma dauerten noch bis in die Morgenstunden des 27. Oktober an. Am 27. Oktober war Ruma damit endgültig von der Besatzung befreit und dieser Tag dient auch heute noch dem Gedenken an die Toten des Krieges in Ruma.
Von den etwa 10.000 Volksdeutschen Rumaern konnten oder wollten 1047 jedoch nicht an der Evakuierung teilnehmen und verblieben zunächst vor Ort. Ein Großteil wurde im November 1944 von den Partisanen erschossen und in einem Massengrab verscharrt. Die Überlebenden wurden in das Konzentrationslager Svilara in Sremska Mitrovica gebracht.
Durch die AVNOJ-Beschlüsse wurden zudem Personen deutscher Volkszugehörigkeit enteignet und durften keine Gerichte zu ihrem persönlichen oder rechtlichen Schutz in Anspruch nehmen. Davon ausgenommen waren nur Deutsche, die mit einer Person anderer Volkszugehörigkeit verheiratet waren oder sich am Widerstand gegen die deutsche Besatzungsmacht beteiligt hatten. Die enteigneten Agrarbetriebe, Häuser und Wirtschaftsunternehmen der Volksdeutschen wurden verstaatlicht, die Häuser durch Vergabe an zumeist serbische Kolonisten neuen Besitzern übergeben.
Bis zum Zweiten Weltkrieg bestand bei Ruma ein Feldflugplatz, der auch militärisch genutzt wurde.

## Kultur

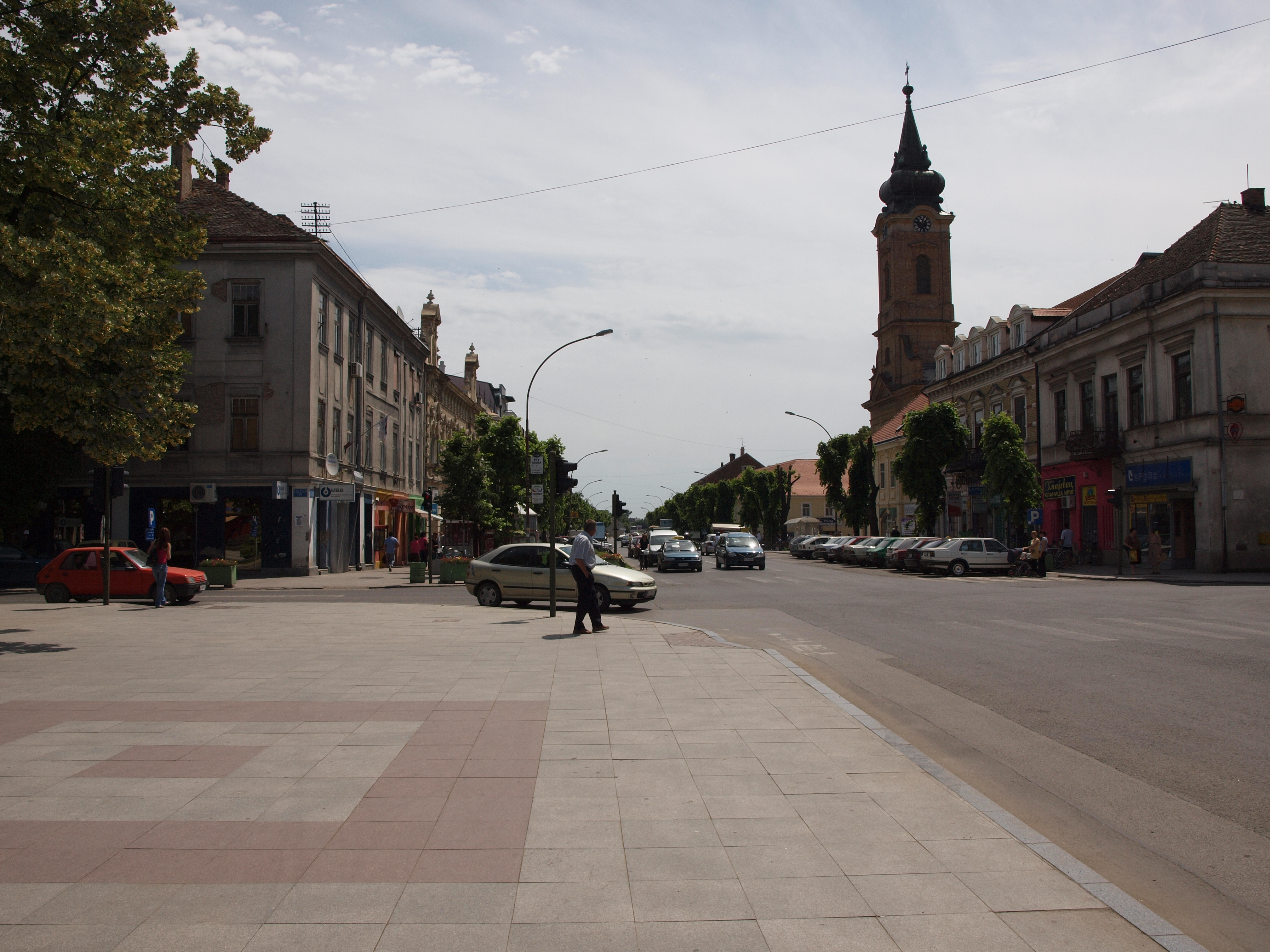
Stadtzentrum

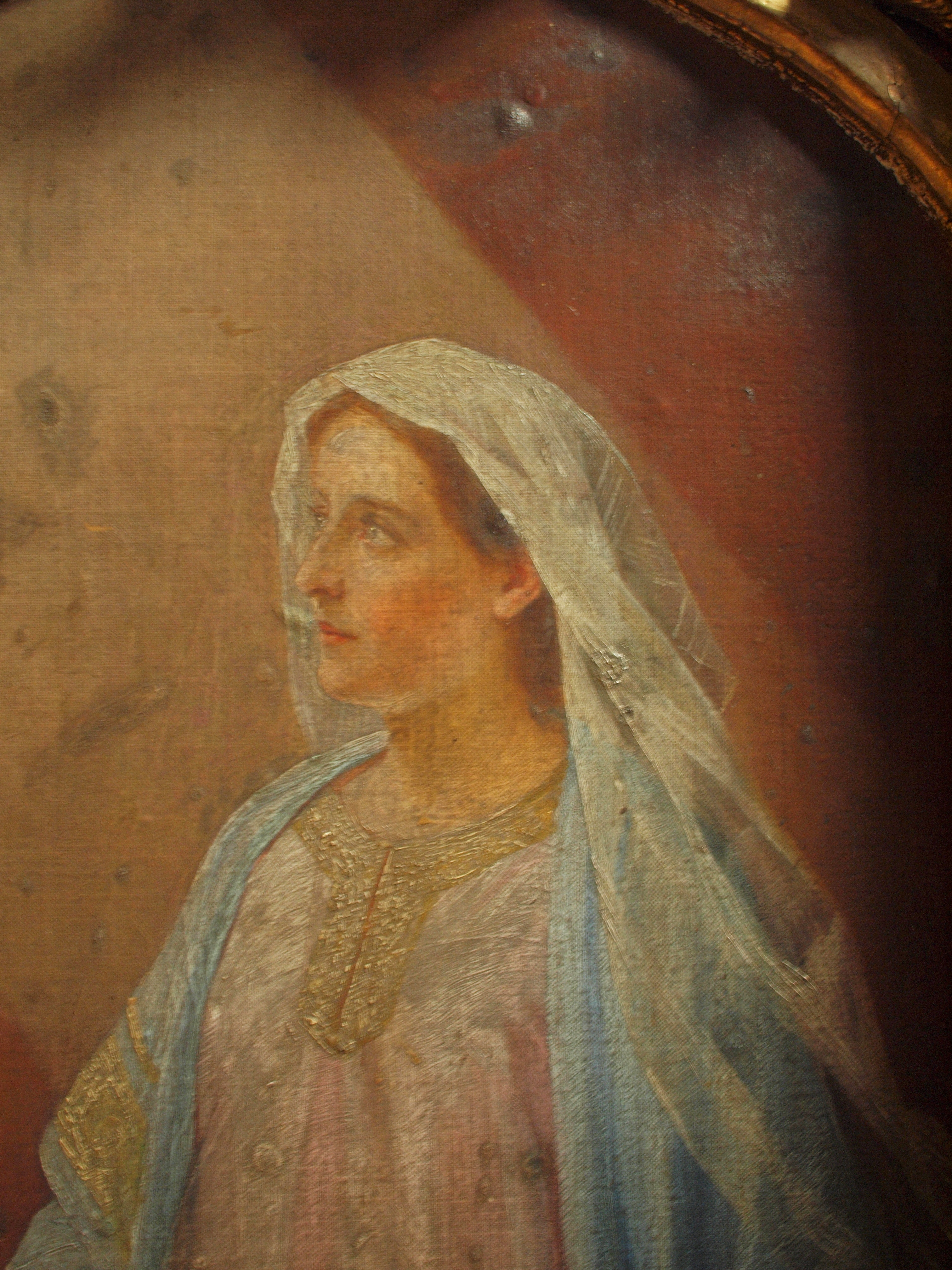
Verkündung Mariae, Uroš Predić 1905

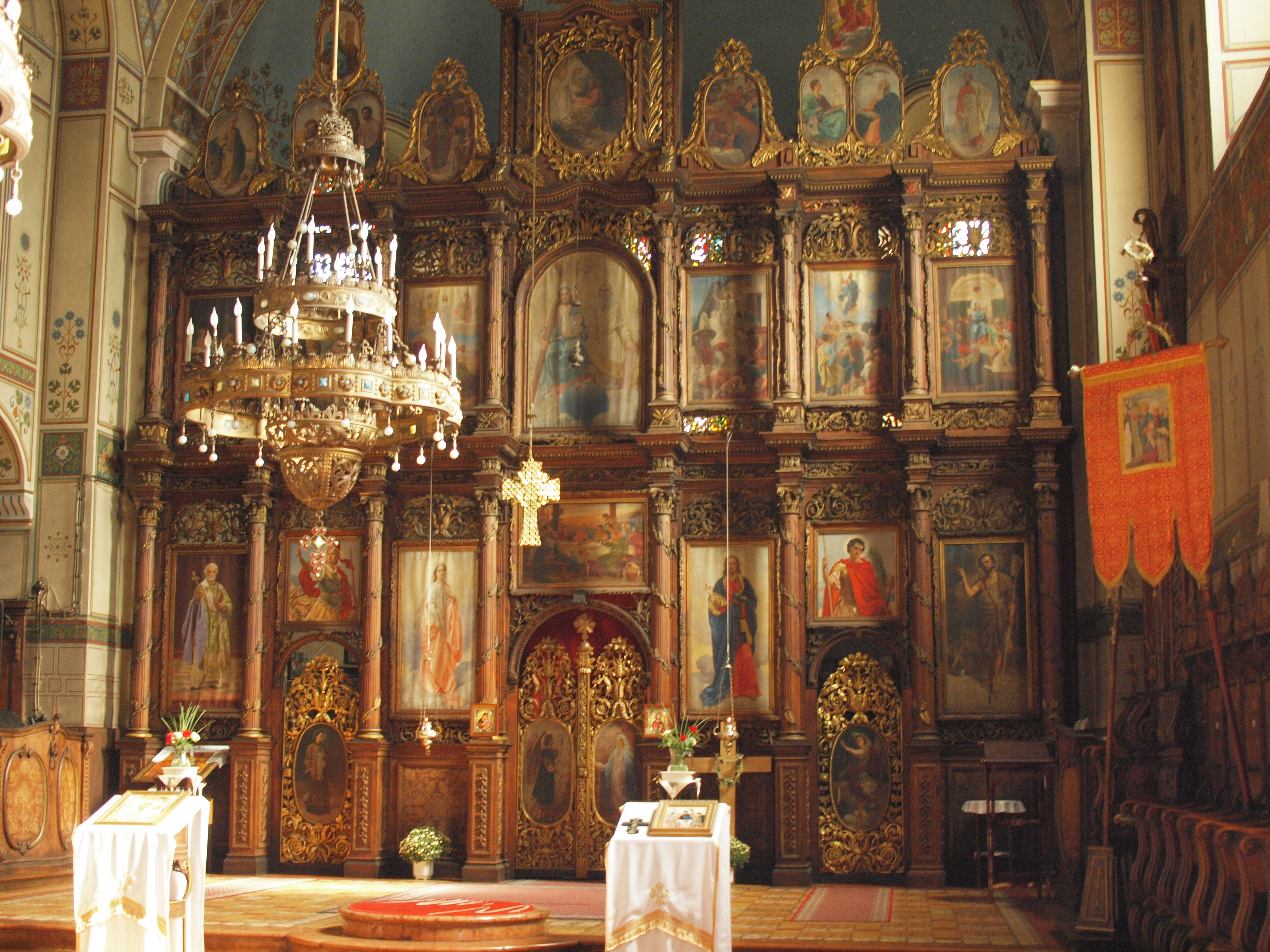
Ikonostase der Griechischen Kirche, 1905

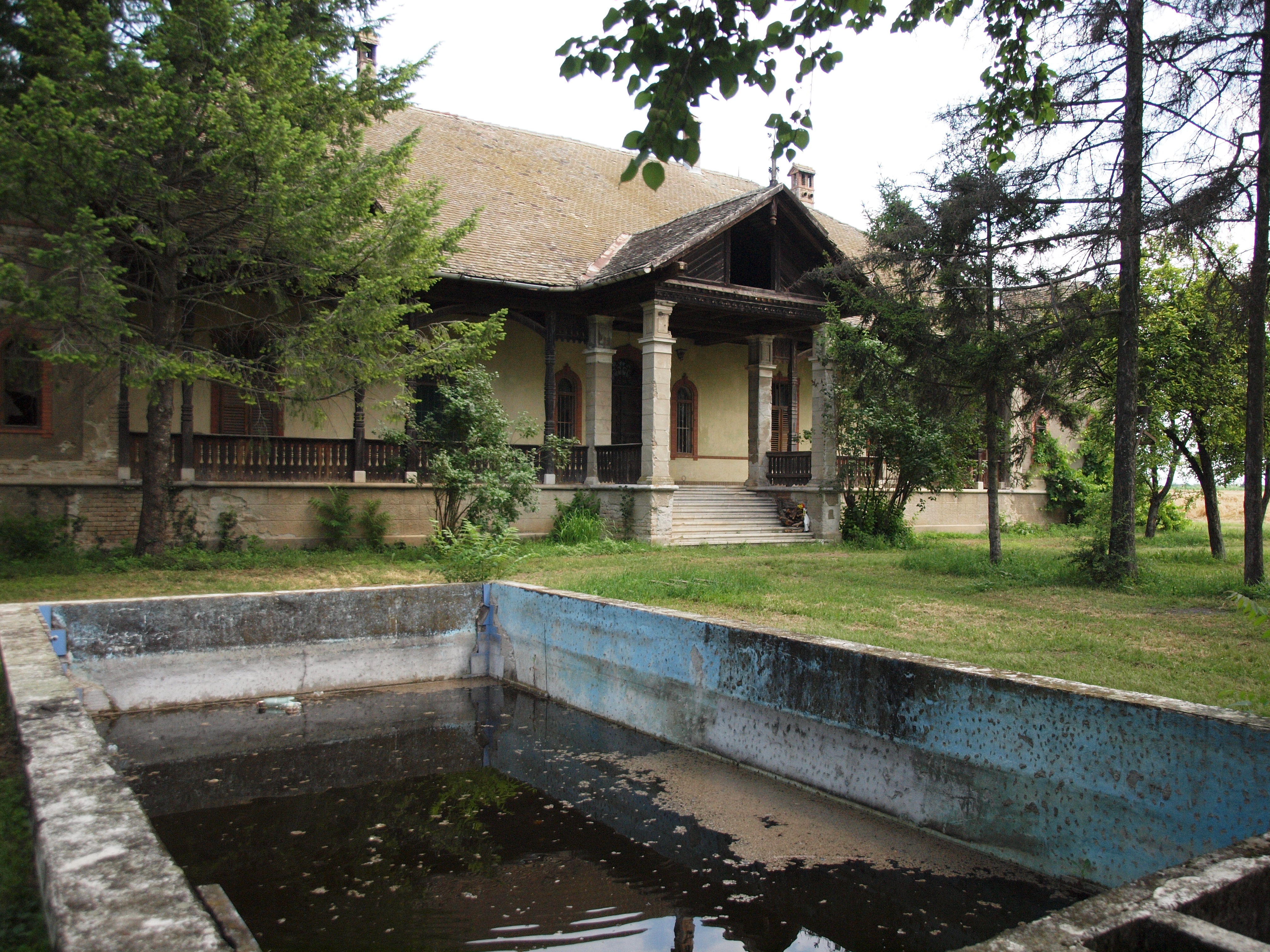
Sommerschloss Višnjevac beim ehemaligen gräflichen Rumaer Salaš Erem bei Mali Radinici. Architekt Hermann Bollé 1905.

Das kulturelle Erbe Rumas und der Rumaer Gemeinde beinhaltet ein archäologisches und architektonisches Erbe, das sich auf die Bronzezeit, sowie die römische Antike zurückführen lässt. Für die archäologische Geschichte der späten Vinča- sowie der Bronze- und frühen Eisenzeit stellt die Lokalität Gomolava ein Zentrum der Erforschung der Siedlungs-Entwicklung im Zwischenstromland Syrmiens. Aus der antiken Epoche fand sich in Gomolava zudem eine große römische Nekropole, welche auf eine kontinuierliche Besiedlung von der Bronzezeit bis zur Antike rückschließen lässt.
Neun Kilometer westlich der heutigen Stadt lag eine größere und neben Sirmium die bedeutendste römische urbanes Siedlung in diesem Teil des römischen Pannonien. Die römische Gründung Bassianas ist nicht belegt, es bestand aber vom I. bis zum VI. Jahrhundert. Bassiana entwickelte sich aus einer Civitas über ein Muncipium zu einer Colonia (ab 214 belegt). Neben der mit Wehrtürmen befestigten Stadt wurde noch ein Militärlager freigelegt. Um Bassiana lagen zahlreiche Agrargüter sogenannte Vicis und Villa rusticae.
Ruma hatte wohl schon früh ein christliches Gotteshaus. Ende des 16. Jahrhunderts wurden in Ruma drei Priester erwähnt. Die älteste erhaltene Kirche ist heute die orthodoxe Kirche der Überführung der Reliquien des Hl. Nikolaus, deren früheste Erwähnung auf 1731 datiert. Diese ursprüngliche Holzkirche wurde 1758 vom heutigen Bauwerk abgelöst. Sie gehört damit zu den ältesten barocken Kirchen der gesamten Vojvodina. Die große Ikonostase gehört in das Zeitalter des Klassizismus und wurde 1847 von Georgije Dević geschaffen.
Die Christi-Himmelfahrt-Kirche wurde auf einem ehemaligen orthodoxen Friedhof errichtet. Dabei kam es zu Streitigkeiten mit den katholischen Gläubigen um den Bauplatz, da keine orthodoxe Kirche in der Nähe der katholischen geduldet wurde und Kaiserin Maria Theresia schließlich den Streit schlichten musste. Die Ikonen der Kirche gehören zu den Hauptwerken des ukrainischen Barock und wurden von Stefan Teneci um 1772 geschaffen.
Der ursprüngliche Bau der katholischen Kirche der Himmelfahrt des Heiligen Kreuzes war ebenso zuerst eine Holzkonstruktion und stand im Stadtzentrum an Stelle der heutigen, 1813 errichteten Kirche. Diese kann bis zu 2000 Gläubige fassen. Sie ist mit spätbarocken Fresken ausgeschmückt und zeigt ein Altargemälde von Vincent Dojcer mit der Darstellung der Himmelfahrt des Heiligen Kreuzes.
Die Kirche der Herabkunft des Hl. Geistes auf die Apostel, auch als Griechische Kirche oder Allerheiligenkirche bekannt, ist die dritte orthodoxe Stadtkirche Rumas. Auch deren Vorgänger war ursprünglich aus Holz. Da im 18. Jahrhundert im Stadtzentrum von Ruma zahlreiche griechische und walachische Händler lebten und diese ein eigenes Gotteshaus wünschten, wurde unter ihren Mitbürgern eine Initiative zum Bau einer neuen orthodoxen Kirche gestartet. Durch die Türkenkriege sowie die ablehnende Haltung der Katholiken, dass gegenüber der katholischen Kirche ein orthodoxes Gotteshaus errichtet werden sollte, verzögerte sich der Bau. Erst Mitte des 19. Jahrhunderts wurde das Dach der griechischen Kirche fertig. Von 1904 bis 1905 malte der bedeutende serbische Realist Uroš Predić die Ikonen der Ikonostase.
Unter den zahlreichen Kirchen und Klöstern der Rumaer Dörfer ist die barocke Kirche Hl. Erzengel Michael und Gabriel in Buđanovci aus dem Jahre 1766 mit den vor 1769 ausgeführten Ikonen der Ikonostase durch Janko Halkozović bedeutend. Die Freskenmalerei im Naos wurde von Petar Čortanović 1838 geschaffen. Im inneren der Kirche finden sich noch der bemalte der Thron des Metropoliten und die Chorgestühle. Auch die um die Mitte des 18. Jh. errichtete Kirche des Hl. Nikolaus im Rumaer Vorort Voganj gehört zu dem Ensemble der Kirchen, die in der Periode des Spätbarock und Rokoko errichtet wurden. Die älteste Christus-Ikone mit der Jahreszahl 1761 wurde von Aksentije Ostojić signiert, der auch die ursprüngliche Freskenausmalung übernommen hatte. Das ursprüngliche Dorf Voganj ist in seiner Gesamtheit als architektonisches Ensemble in die Liste der geschützten Kulturdenkmäler Serbiens eingetragen.
Das Rumaer Museum befindet sich in einem Gebäude, das Baron Marko Pejačević 1772 errichten ließ. Unter den Pejačevićen Gründungen ist auch das Familienschloss der Grafen Pejačević im ehemaligen gräflichen Rumaer Salaš Erem von historischer Bedeutung.
Unter den Denkmalsskulpturen sind das Pestkreuz, die sogenannte Kipovi an der Straße Ruma-Irig als Erinnerung an die Pestepidemie 1795/96 in Form eines barocken katholischen Altars, die Metallguss-Großskulptur des Revolutionsdenkmals im Stadtzentrum von Svete Daviča und Miše Davida von 1976, sowie das Denkmal Most razmene (dt. Die Brücke des Austausches) als Gedenkstätte des antifaschistischen Krieges (NOR) in Syrmien an der Stelle, wo seit 1943 ein Gefangenenaustausch zwischen Deutschen und Partisanen an einer Brücke vorgenommen wurde, bemerkenswert. Die Betonskulptur Spomenik razmene ist links und rechts der Straße Ruma-Stejanovci 1971 errichtet worden.
Ruma hat ein Gymnasium, ein Kino mit zwei Sälen im Kulturzentrum (mit Sporthalle, Ausstellungsräume), eine städtische Bibliothek und zwei städtische Parks. Ein eigenes Theater existiert seit Anfang der 1990er Jahre.

## Verkehr

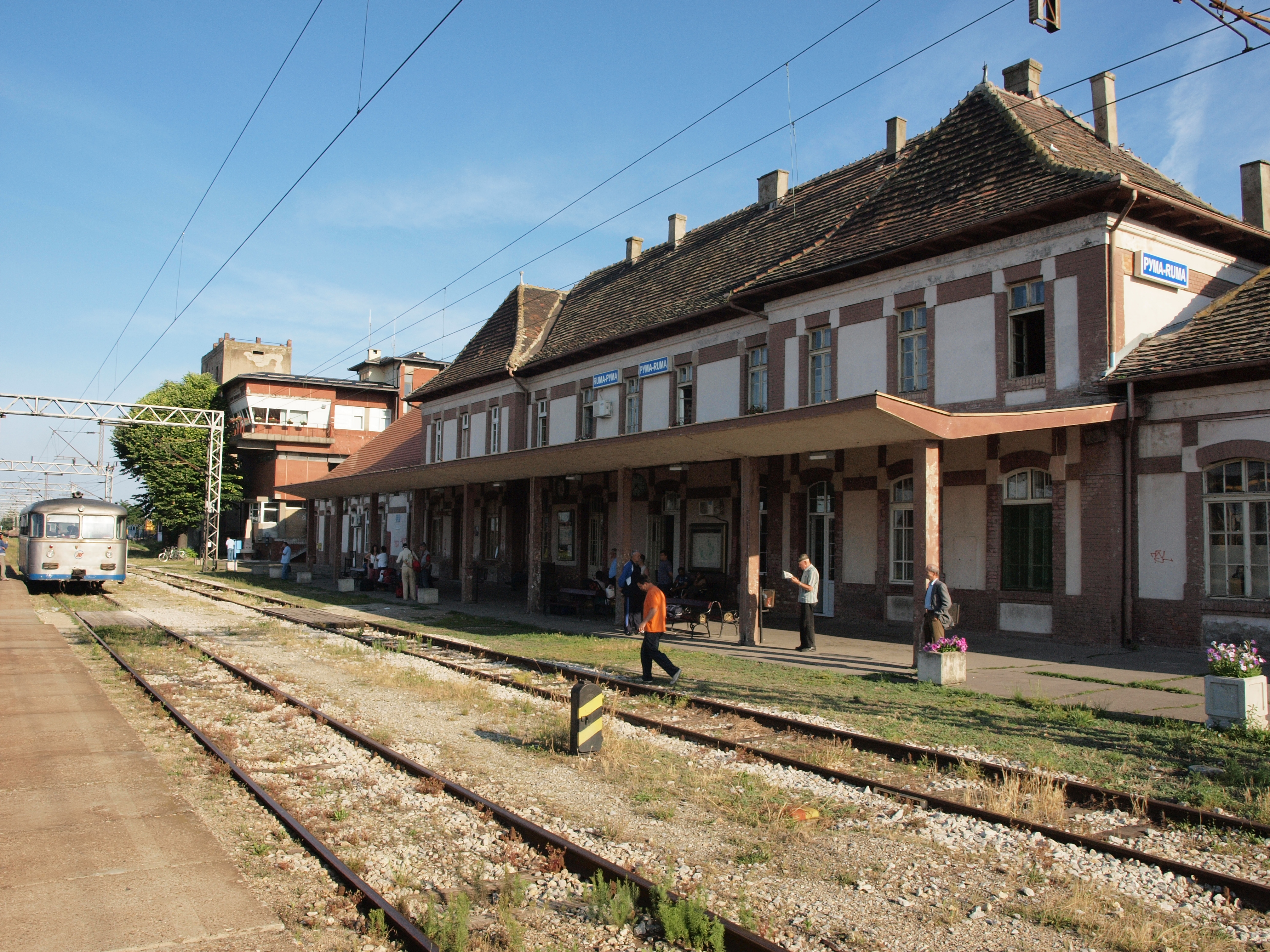
Eisenbahnstation Ruma

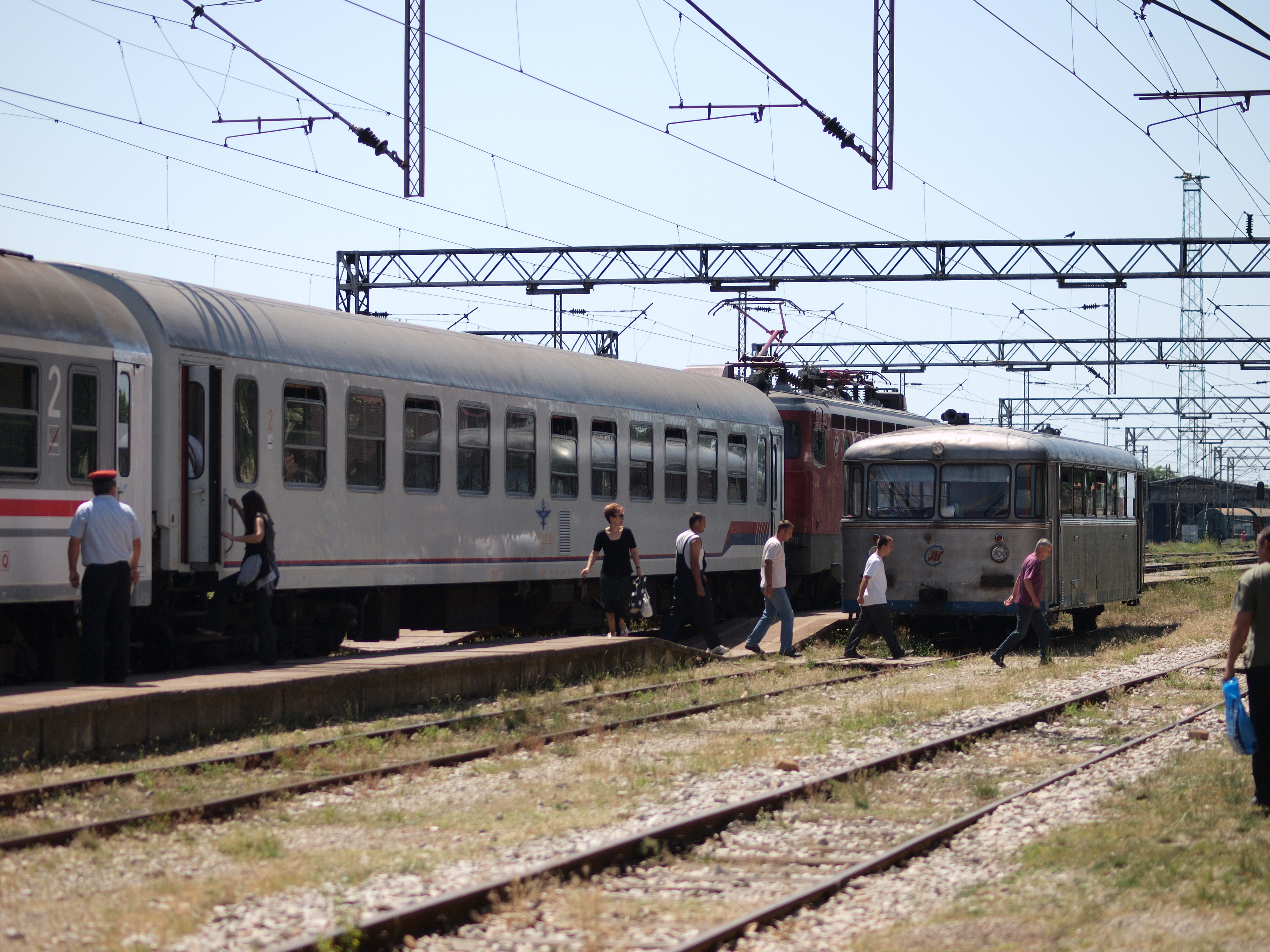
EC nach München am Bahnsteig in Ruma

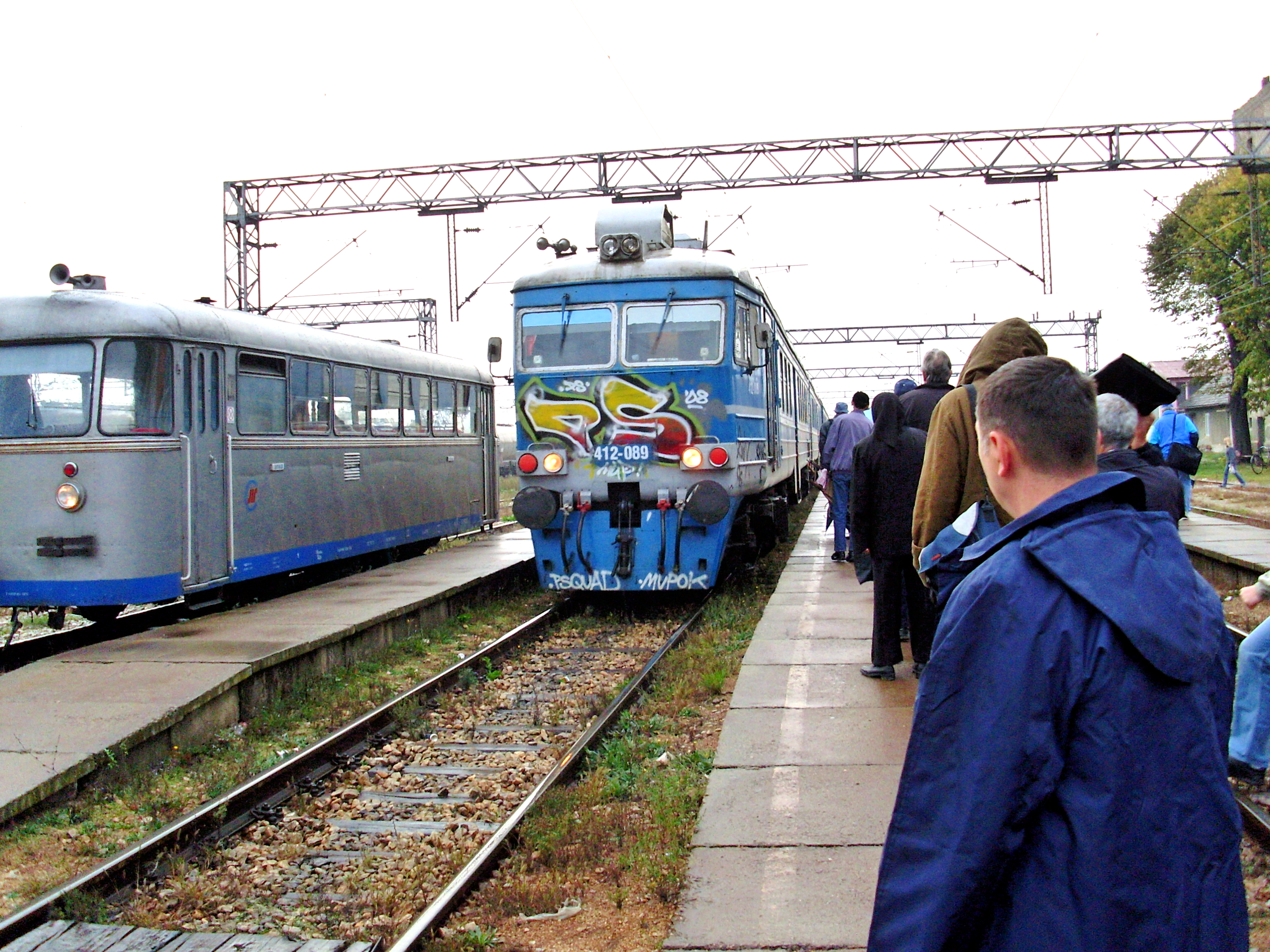
Bahnsteig am Bahnhof Ruma mit Umsteigemöglichkeit vom Lokalzug aus Zvornik (über Šabac) zum Regionalzug nach Belgrad (Šid)

Ruma bildet einen Verkehrsknotenpunkt. Dort kreuzen sich die Verkehrswege in den Relationen Ost-West (Zagreb – Belgrad) und Nord-Süd (Novi Sad – Nordwestserbien, Bosnien).
Der Bahnhof Ruma liegt am Eisenbahnkorridor X an der Relation Zagreb-Belgrad (internationale Zugverbindung nach Istanbul, Athen, Venedig, Zürich und München), sowie an der nicht elektrifizierten Lokalstrecke in Richtung Šabac, Loznica, Zvornik und weiter Richtung Bosnien. Am Bahnhof Ruma halten unter anderem täglich sechs EuroCitys.
In Ruma kreuzen sich zudem zwei wichtige Straßenkorridore. Die Autobahn von Batrovci an der Grenze zu Kroatien nach Belgrad verläuft südlich des Ortes, die Fernstraße Novi-Sad – Ruma – Šabac umfährt die Stadt im Osten.

## Wirtschaft

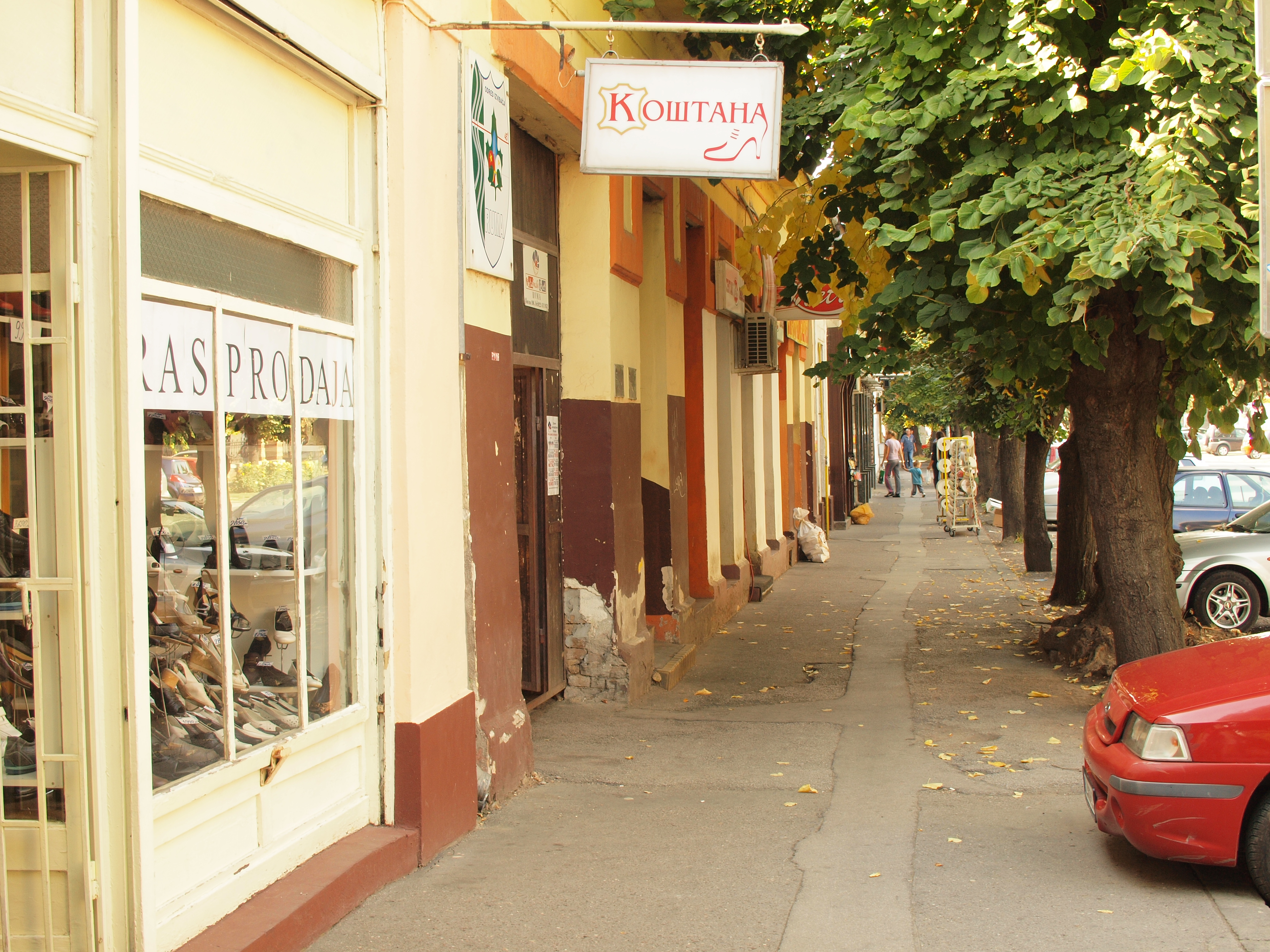
Geschäfte in der Hauptstraße Rumas

Hauptwirtschaftszweig der Stadt ist die Agrarwirtschaft. Im Umkreis der Stadt liegen weitläufige Landwirtschaftsflächen. Auf den fruchtbaren Lößböden werden insbesondere Getreide, Mais, Zuckerrüben und Sonnenblumen angebaut. Der Weinbau spielt an den Hängen der Fruška Gora eine wichtige Rolle. Dort wird insbesondere Weißwein produziert. Bekanntester Wein der Region ist der Iriški Rizling (nach dem Abfüllort in Irig). Auf dem Gebiet der Gemeinde liegen auch die größten Zuckermelonen-Plantagen Serbiens, insbesondere um Platicevo, Buđanovci und Šašinci. In Šašinci findet jährlich Anfang September die sogenannte Bostanijade statt. Dieses Fest ist der Zuckermelone (Bostan = Melone) gewidmet.
Zur Bewässerung der Obstplantagen (Äpfel, Aprikosen, Pflaumen und Pfirsiche) wurden mehrere Stauseen, darunter in Borkovac und Pavlovac, errichtet. Die ehemals wichtige Viehwirtschaft besteht nur noch in kleinerem Umfang. Rinderherden gibt es noch in Richtung der Fruška Gora, Schweinezucht insbesondere in den Auen der Save. Die frühere agronomische Zweiteilung des Okrugs Srem in den Vinski- (Wein) und Svinski- (Schwein) Srem gibt es dennoch bis heute, wenn auch in geringerem Maße.
Neben den aus der sozialistischen Selbstverwaltungswirtschaft stammenden Gummi-, Leder- und Textilindustrie sind hauptsächlich agrarverarbeitende Betriebe angesiedelt. Unter den größeren Industrie- und Dienstleistungsbetrieben sind die staatliche Baufirma Sremput mit 335 Beschäftigten, das staatliche Transportunternehmen Rumatrans und das privatwirtschaftliche Transport-, Logistik- und Bauunternehmen Borovica die bedeutendsten. Bedeutendstes chemisches Unternehmen ist Ruma Guma. Nach einer ersten Privatisierung durch einen amerikanischen Käufer gehört der Betrieb einem tschechischen Unternehmen und wurde mittlerweile auf EU-Standard modernisiert. Ruma ist wichtigster Marktort in Srem, mittwochs und samstags findet ein großer Bauernmarkt statt. Jeden Dritten im Monat findet eine Messe, der Rumski vašar, an der Stadtgrenze statt. Schwerpunkt ist ein weitläufiger Viehmarkt (Pferde, Rinder, Schweine, Schafe), um den sich Kleinhändler (großteils Ersatzteile für landwirtschaftliche Maschinen, aber auch Konfektionsartikel und technische Geräte) scharen. Ruma ist zudem eine wichtige Destination im Jagdtourismus. Jagdgebiete liegen um die Auwälder zwischen Klenak und Obrež im Jagdrevier Karakuša. Dieses erstreckt sich auf 1200 Hektar und bietet Jagd auf Nieder- und Hochwild.
Bei Nikinci liegt auf 3060 ha das Testgelände des militärtechnischen Forschungs-Truppenübungsplatzes Nikinci (Opitni poligon Nikinci). Als Tehnički opitni centar Nikinci gehört es dem Technischen Test Zentrum (TOC) der Streitkräfte Serbiens an. Im Versuchsgelände mit verschiedenen, bis zu 24 Kilometer langen Bahnen für ballistische Projektile und Flugkörper, sind zahlreiche geodätische und technische Prüfvorrichtungen eingerichtet.

## Tourismus

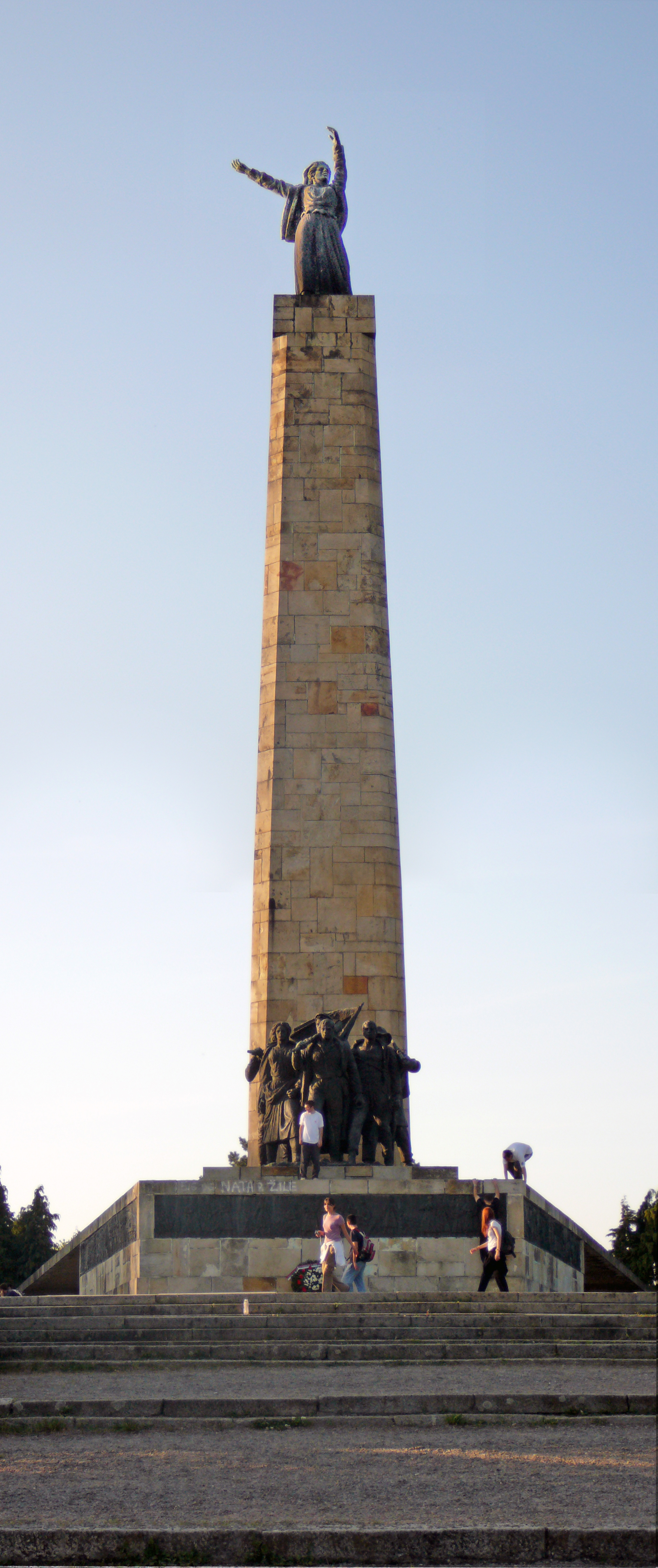
Partisanengedenkstätte Sloboda

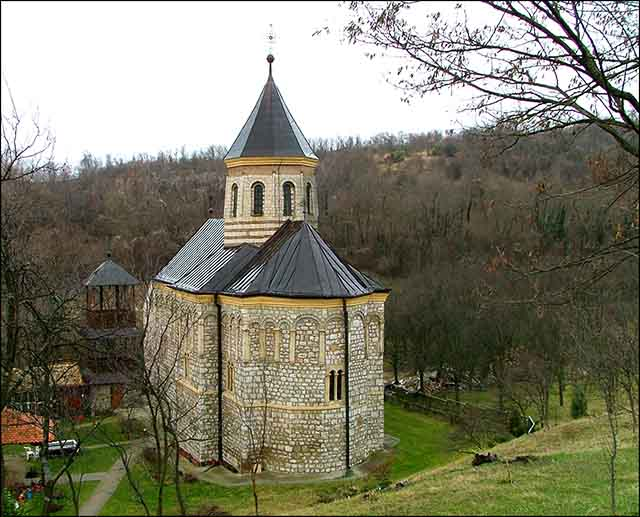
Kloster Mala Remeta, 13,5 km nördlich von Ruma an den Hängen der Fruška Gora

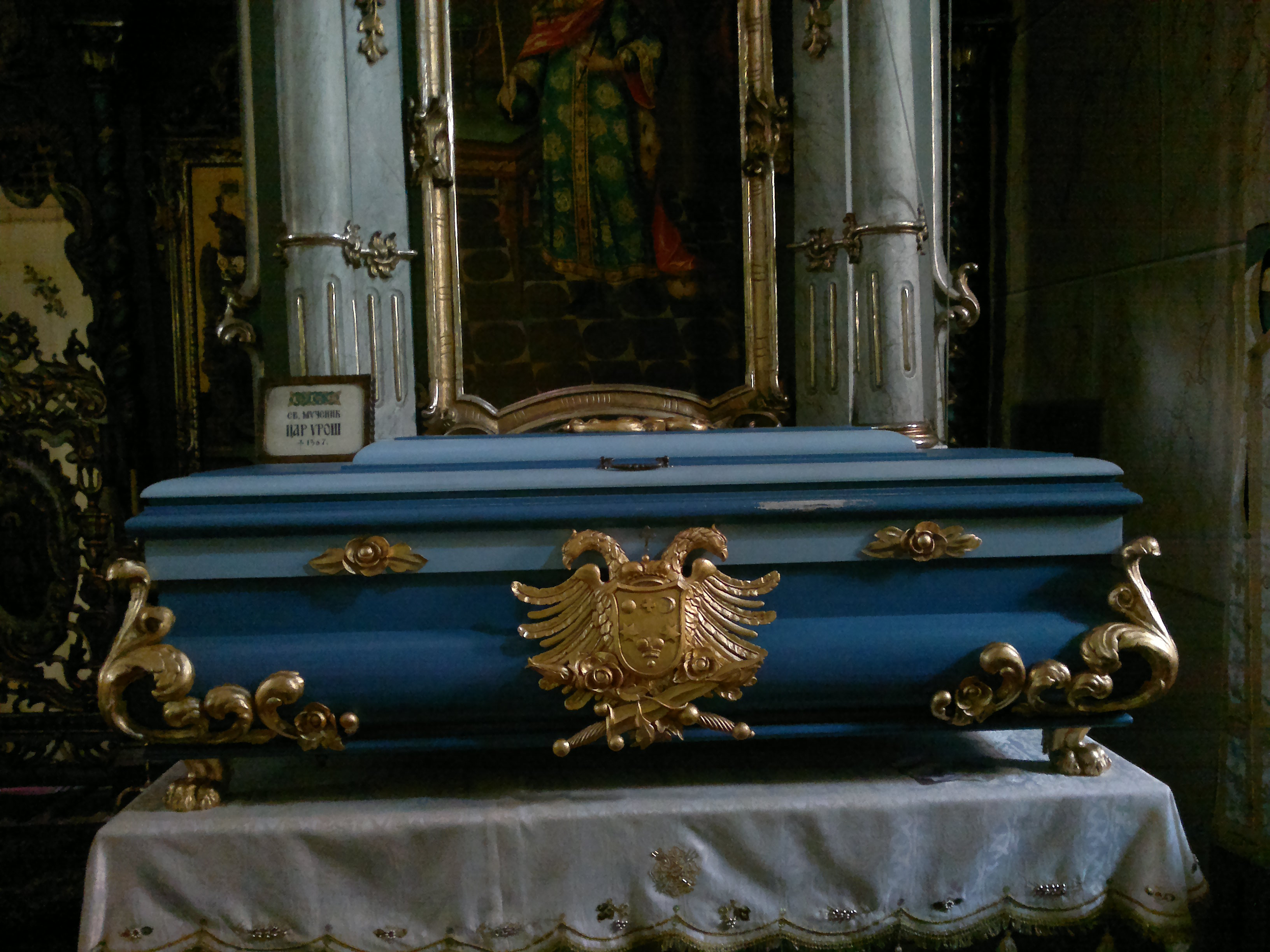
Sarg des letzten serbischen Zaren im Kloster Jazak

Ruma ist eine agrarische Siedlung, die selbst kaum touristisch Interessantes bietet. Dafür finden sich in der Gemeinde zahlreiche Ausflugsorte mit Naherholungsmöglichkeiten und kulturell bedeutsamen Zeugnissen der Kunstgeschichte sowie mehrere Gedenkstätten der ehemaligen Partisanenbewegung im Zweiten Weltkrieg. Nach Norden ist der Nationalpark Fruška Gora 11 km von der Stadt entfernt. Hier sind neben artenreichen mitteleuropäischen Buchenwäldern zahlreiche orthodoxe Klöster, die zum Teil auf das 15. Jahrhundert zurückgehen, Hauptanziehungspunkte. Bekannt sind unter anderem das wohl älteste Kloster Syrmiens Mala Remeta, das der Morava-Schule angehörende Kloster Novo Hopovo, das barocke Kleinod Kloster Jazak, wo seit dem großen serbischen Exodus unter Patriarch Arsenije III. Čarnojević der Sarg von Zar Dušans Sohn Stefan Uroš V. aufbewahrt wird, sowie das Wallfahrtskloster Nova Ravanica in Vrdnik, wo die sterblichen Überreste von Fürst Lazar vom Ende des 17. Jahrhunderts bis 1989 aufbewahrt wurden. In Vrdnik findet sich auch ein überregional bekanntes Thermalbad, das der Rehabilitation von Rheumapatienten dient. Bekannteste Partisanen-Gedenkstätte ist die Großplastik Sloboda auf dem Iriški venac. Sie wurde 1951 vom Bildhauer Sreten Stojanović geschaffen.
Die landschaftlich reizvollen Auen der Save mit dem Altarm der Obedska bara sind bekannte Wildstandorte und europäisch bedeutsame Vogelbrut- und Überwinterungsplätze. Unter den erhaltenen dörflichen Ensembles sind Jazak, Buđanovci sowie Kupinovo erwähnenswert. Mit ihren intakten Dorfkernen sind sie Beispiele des traditionellen pannonischen Hufen- und Straßendorfes.

## Infrastruktur
Ruma verfügt über ein Krankenhaus, Hotels, mehrere Sportplätze und unterhält einen öffentlichen Nahverkehr zwischen Bahnhof und der Neubausiedlung Voganj im Westen. Außerdem wird ein lokales Radioprogramm ausgestrahlt.

### Persönlichkeiten
- Atanasije Stojković (1773–1832), serbisch-russischer Physiker und Hochschullehrer
- Karl Franz Fürst (1906–1983), österreichischer Maler und Zeichner
- Alois Weiß (1906–1969), deutscher Scharfrichter
- Slavko Mađer (* 1929), kroatischer Schriftsteller
- Paško Rakić (* 1933), amerikanischer Neurologe kroatischer Herkunft
- Stjepko Gut (* 1950), serbischer und amerikanischer Jazzmusiker
- Zlatko Portner (1962–2020), serbisch-schweizerischer Handballspieler und -trainer
- Dragan Šarac (* 1975), serbischer Fußballspieler
- Milorad Popović (1979–2006), serbischer Fußballspieler
- Tijana Filipović (* 1999), Fußballspielerin

## Galerie

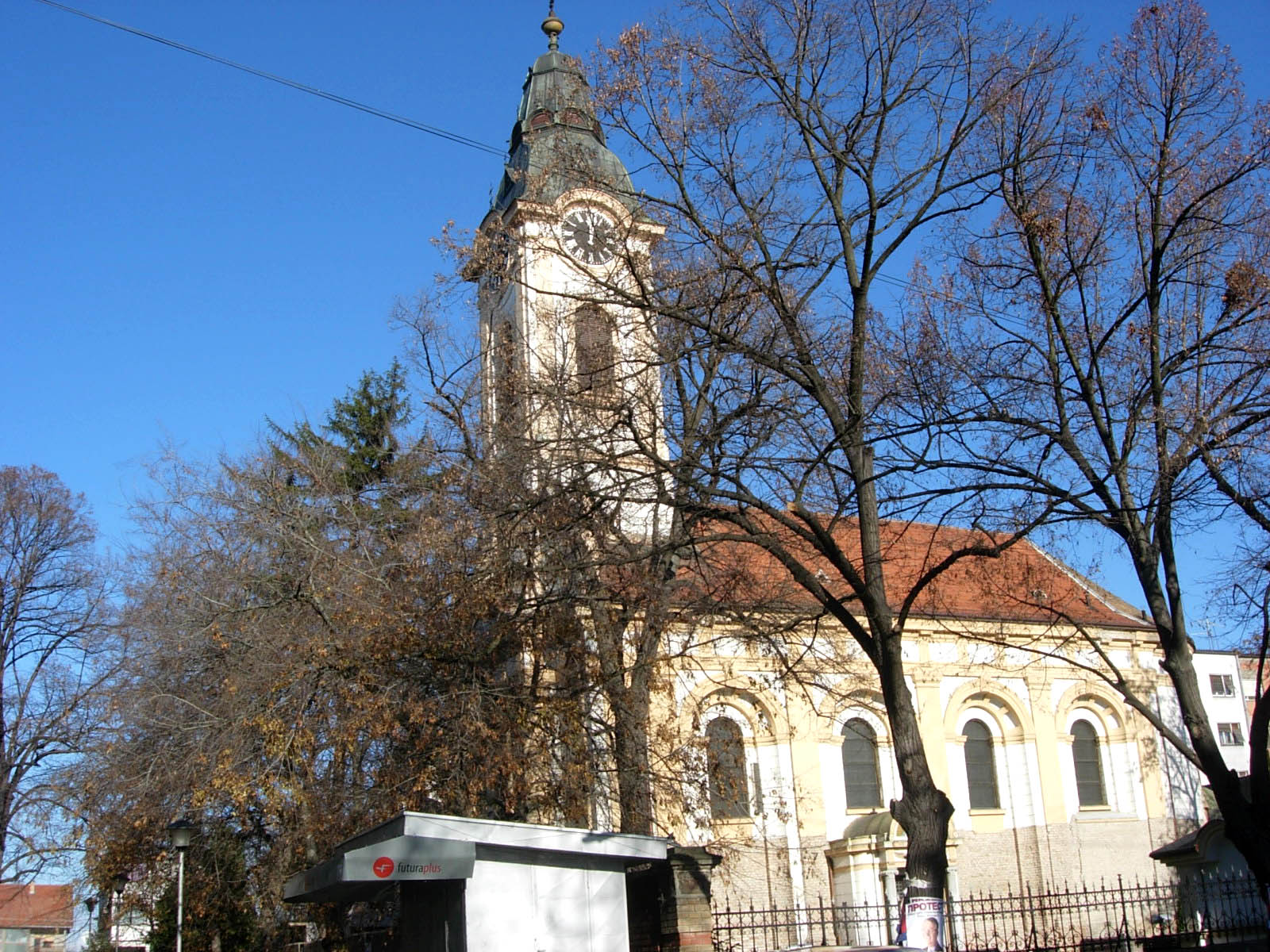
Orthodoxe Kirche
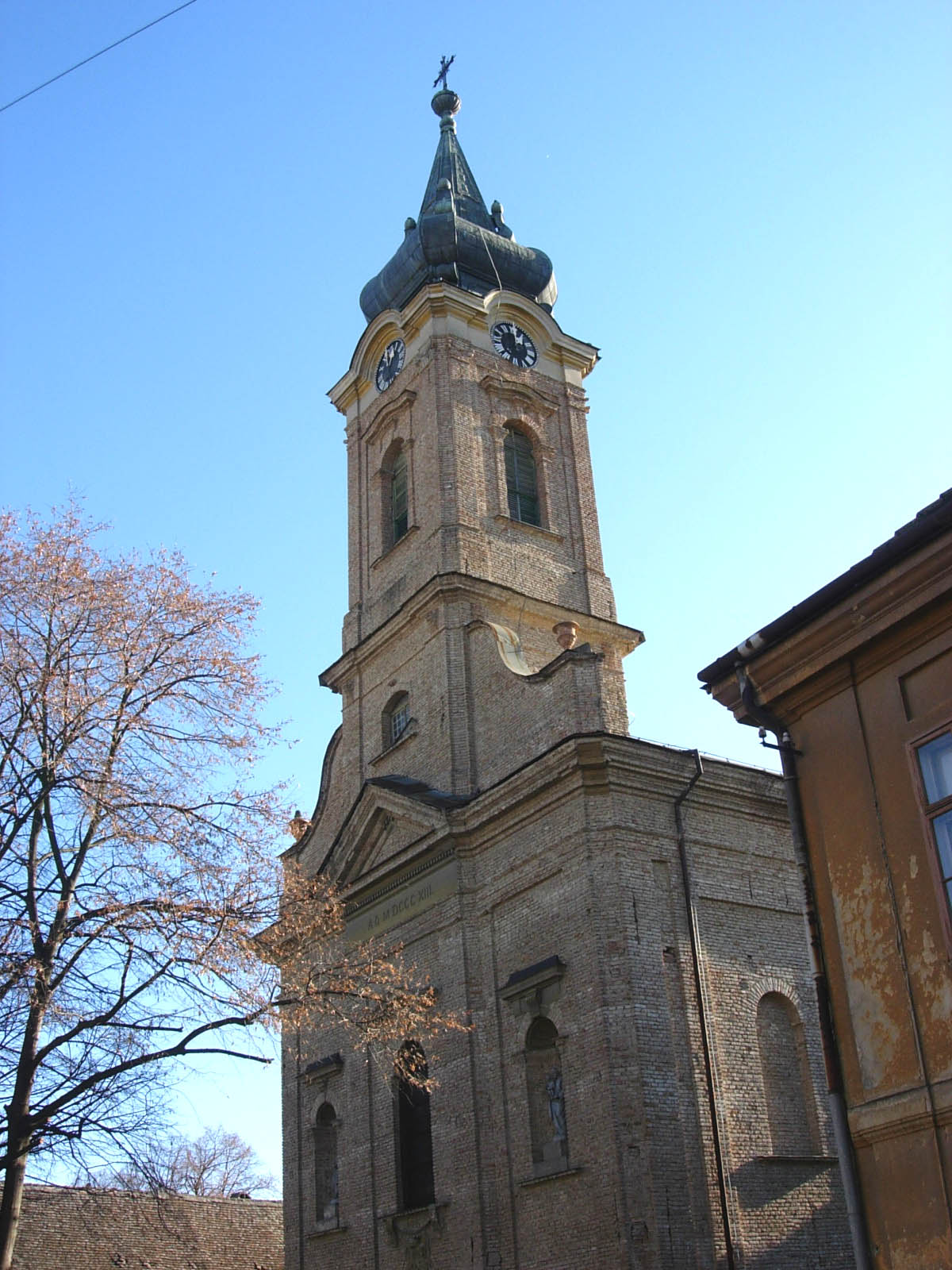
Katholische Kirche
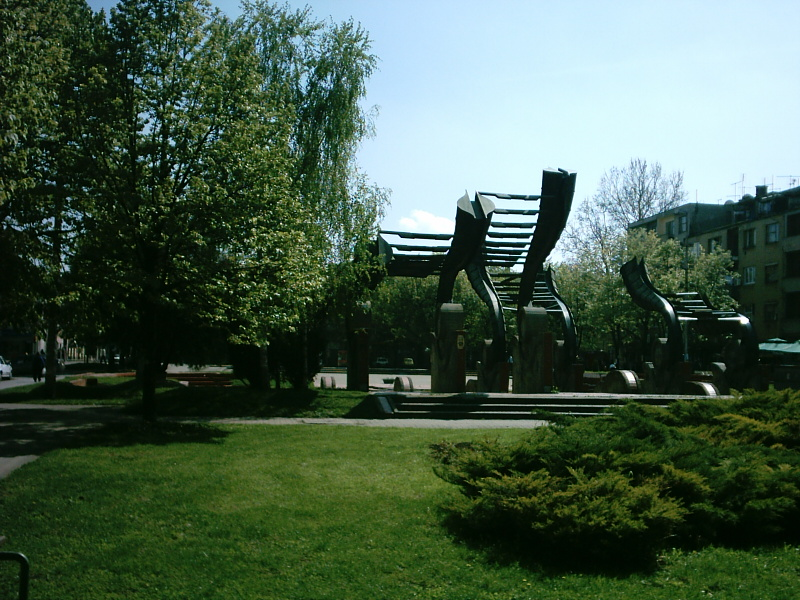
Skulptur im Stadtzentrum